# Bezirk Altona
Der Bezirk Altona, genannt auch Hamburg-Altona, ist der westlichste der sieben Bezirke der Freien und Hansestadt Hamburg. Er ist großenteils identisch mit der bis 1938 selbständigen Stadt Altona – abgesehen davon, dass Eidelstedt und Stellingen-Langenfelde heute zum hamburgischen Bezirk Eimsbüttel gehören und der Grenzverlauf zu St. Pauli einige Veränderungen erfahren hat.

## Geographie

### Lage
Altona grenzt im Süden und Osten an den Bezirk Hamburg-Mitte, im Nordosten an den Bezirk Eimsbüttel und im Norden und Westen an das Land Schleswig-Holstein. Im Südwesten verläuft in der Elbmitte und über die unbewohnte Elbinsel Neßsand die Grenze Altonas zum Land Niedersachsen.

### Stadtteile
Der Bezirk besteht aus 14 Stadtteilen, die sich von der Bebauungs- und Bevölkerungsdichte (2022) her drei Typen zuordnen lassen:
- den östlichen Stadtteilen des Bezirks (Altona-Altstadt, Altona-Nord, Ottensen und dem im Februar 2008 neu geschaffenen Stadtteil Sternschanze), die im Wesentlichen dem alten Stadtkern entsprechen, mit 10.500 bis 13.000 Ew./km² (weitgehend Geschosswohnungsbau);
- den nördlich gelegenen Stadtteilen (Bahrenfeld, Groß Flottbek, Iserbrook, Lurup, Osdorf) mit 2.800 bis 5.800 Ew./km² (gemischte Bebauung);
- den westlichen Elbvororten (Blankenese, Nienstedten, Othmarschen und Rissen) einschließlich des teilweise ländlichen Sülldorfs mit 980 bis 2.700 Ew./km² (ganz überwiegend Einzelhäuser und Villen).

### Geologie
Landschaftlich ist der Bezirk in drei parallel zur Elbe über etwa 15 km in West-Ost-Richtung verlaufende Streifen gegliedert:
- der sehr schmale, uneingedeichte Elbstrand, zum Hinterland durch den steil aufragenden Geesthang begrenzt;
- das eiszeitlich geformte Hochufer (Endmoränenwall), das in Blankenese (Falkenstein, Bismarckstein, Süllberg) bis etwa 90 m aufragt und nur an wenigen Stellen durch die Einmündung von Bächen abgeflacht ist: am Fischmarkt durch die Pepermölenbek, in Teufelsbrück durch die Flottbek;
- die sich landeinwärts anschließende, überwiegend flache Geest, die im nordwestlichen Teil noch heute landwirtschaftlich genutzt wird (Osdorfer bzw. Sülldorf-Rissener Feldmark) und mit dem Klövensteen auch ein größeres Waldgebiet aufweist.

## Geschichte

### Anfänge

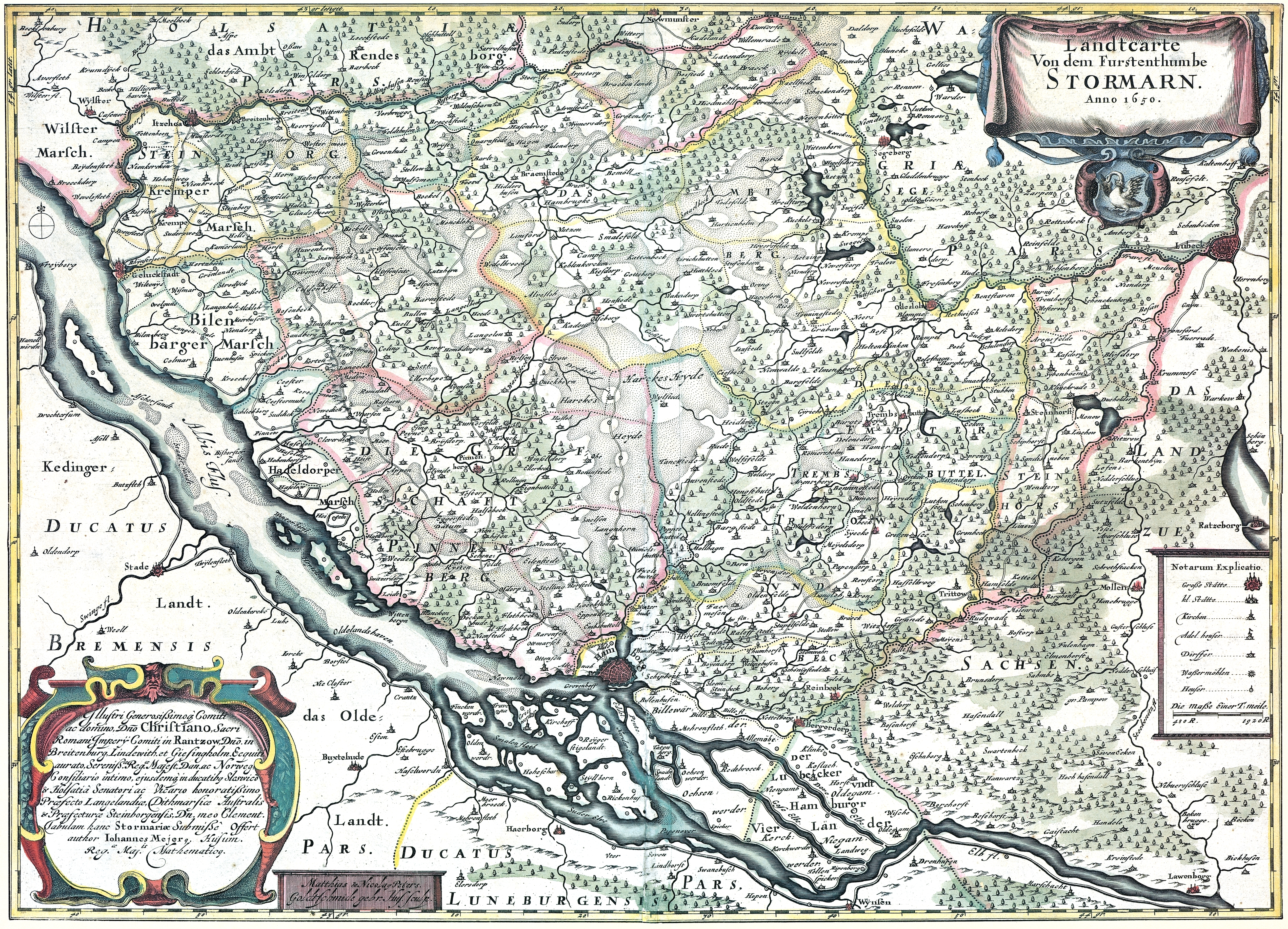
„Landtcarte von dem Fürstenthumbe Stormarn, anno 1650“ von Johannes Mejer mit Altenah

Die erste urkundliche Erwähnung Altonas galt im Jahr 1537 der Krugwirtschaft des Fischers Joachim vom Lohe, noch unter dem Namen „Altena“. Um den Krug entstand Altona als Fischer- und Handwerkersiedlung, die im Sinn des Merkantilismus von den Landesherren, den Grafen von Holstein-Pinneberg, gefördert wurde.
Die Ansiedlung lag wohl am Geesthang zwischen dem späteren Nobistor und dem Altonaer Fischmarkt im Bereich der heutigen Straße Pepermölenbek. Der Name könnte sich laut Richard Ehrenberg davon ableiten, dass der Ort nach Ansicht des Hamburger Rates „all to nah“ (‚allzu nah‘) an der Stadtgrenze lag.
Zum Teil auf Altonaer Boden lag eine kleine Siedlung am Pepermolenbach, die 1310 in einer Urkunde des Klosters Herwardeshude erwähnt ist. In dieser Urkunde ist auch erstmals von Ottenhusen die Rede, zu dessen 1390 entstandener Vogtei Altona später gehörte.
Daneben gibt es spärliche Hinweise auf mögliche frühere Ansiedlungen im heutigen Bahrenfeld zwischen Schnackenburgallee und Altonaer Volkspark. So wurde – allerdings nicht durch Schriftquellen oder Bodenfunde belegt – aus der Ortsbezeichnung „Winsberg“ bzw. der Straße „Winsbergring“ und der Straße „Hellgrundweg“ ein Zusammenhang mit Odin/Wotan und „Hel“ sowie daraus folgend die Existenz von germanischen Opferstätten abgeleitet.

### Frühe Neuzeit
Von Anfang an kam es zwischen Hamburg und Altona zu Auseinandersetzungen über Weide- und Münzrechte, Zunft- und Glaubensfragen und die Nutzung der Elbe. 1591 brach ein Grenzkrieg aus, der auch vor dem Reichskammergericht ausgetragen wurde und erst 1740 durch einen Vergleich endete. Ebenso akzeptierte Hamburg Altonas Stadtprivileg von 1664 erst 1692 (Kopenhagener Rezess).
Die religiöse Toleranz hat in Altona eine längere Tradition als in Hamburg. Der protestantische Landesherr Graf Ernst von Schauenburg und Holstein-Pinneberg, der von 1601 bis 1622 regierte, förderte Altona durch großzügige Privilegienverleihung. Bereits 1601 erhielten die aus den südlichen Niederlanden geflohenen Reformierten und Mennoniten das Privileg der freien Religionsausübung. Beide Religionsgemeinschaften bilden noch heute Gemeinden in Hamburg-Altona. 1658 bekam auch die katholische Gemeinde das Privileg der Glaubensfreiheit.

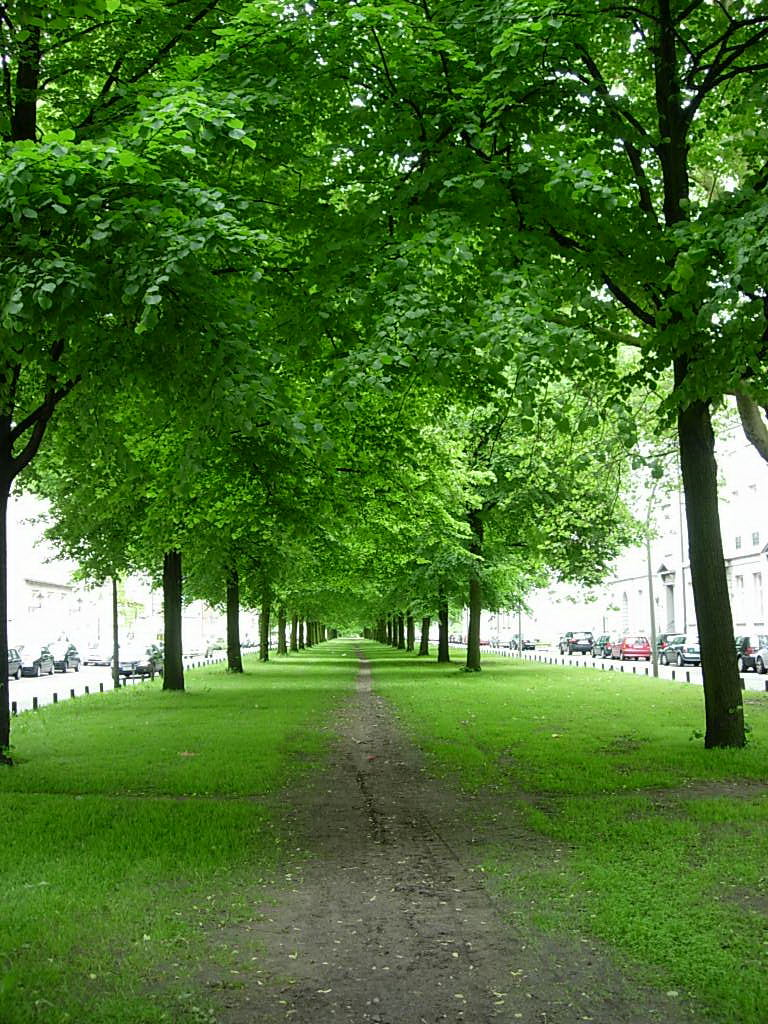
Die Palmaille (2005) – fast wie vor 370 Jahren

Im Dreißigjährigen Krieg geriet Altona in die Auseinandersetzungen zwischen Dänemark und Hamburg. In dieser Zeit hatte Altona unter den dänischen Soldaten schwer zu leiden, und im August 1628 starben in der Stadt pro Woche etwa 140 Menschen durch die Pest. Andererseits wurde in den Jahren 1638 bis 1639 eine prachtvolle Allee angelegt, die Palmaille. Zum Schutz der Bevölkerung vor Horden von marodierenden ehemaligen Landsknechten genehmigte Graf Otto V. von Schauenburg und Holstein-Pinneberg dem Ort 1639 die Gründung einer „Schützencompagnie“ als Bürgerwehr und Brandgilde. Später bekam sie den Namen Altonaer Schützengilde von 1639, unter dem die Gilde bis heute existiert (seit 1864 allerdings als privater Verein). 1644/45 geriet Altona vorübergehend in schwedischen Besitz.
Nach dem Aussterben der schauenburgischen Linie Holstein-Pinneberg 1640 fiel Altona als Teil der Herrschaft Pinneberg an den dänischen König, der es zusammen mit dem ebenfalls kaiserlichen Lehen Holstein in Personalunion als Herzog regierte. Daher blieb Altona zwar bis 1806 Teil des Heiligen Römischen Reichs und ab 1815 des Deutschen Bundes, stand aber bis 1864 unter dänischer Verwaltung mit sich daraus ergebenden Angleichungen wie z. B. des geltenden Zollrechts und der Währung.
Am 23. August 1664 verlieh der dänische König Friedrich III. Altona die Stadtrechte; dieses Privileg umfasste unter anderem Zoll-, Stapel- und Gewerbefreiheiten sowie Gerichtshoheit. 1683 wurde eine städtische Lateinschule gegründet, die 1738 zum Gymnasium erweitert wurde, das unter dem Namen Christianeum heute noch besteht. Seit Mitte des 18. Jahrhunderts wurden hier auch zahlreiche Schüler aus Altonas jüdischen Familien aufgenommen.
Altona entwickelte sich noch im 17. Jahrhundert zu einem wichtigen Pressestandort, wegen der im Vergleich zu Hamburg größeren Toleranz der Obrigkeit. Es erschienen hier renommierte und langlebige Zeitungen wie insbesondere der Altonaische Mercurius (1698–1874) und der (Altonaische) Reichs-Post-Reuter (1699–1789).
Während der dänischen Belagerung Hamburgs (1686) wurde Altona durch Hamburger Artilleriebeschuss stark zerstört.

### 18. Jahrhundert

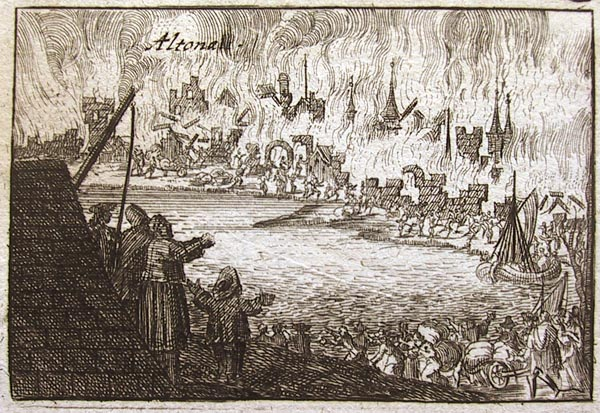
Schwedenbrand 1713

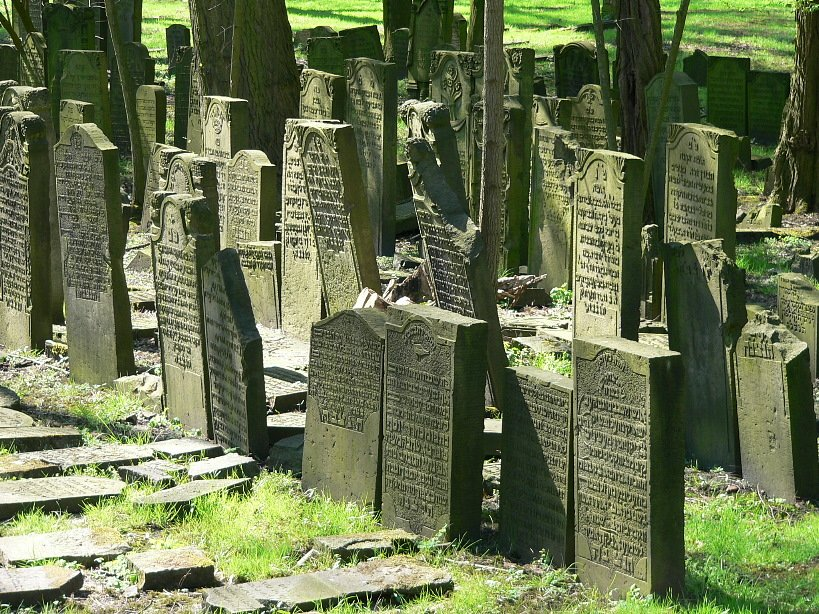
Grabsteine auf dem jüdischen Friedhof an der Königstraße

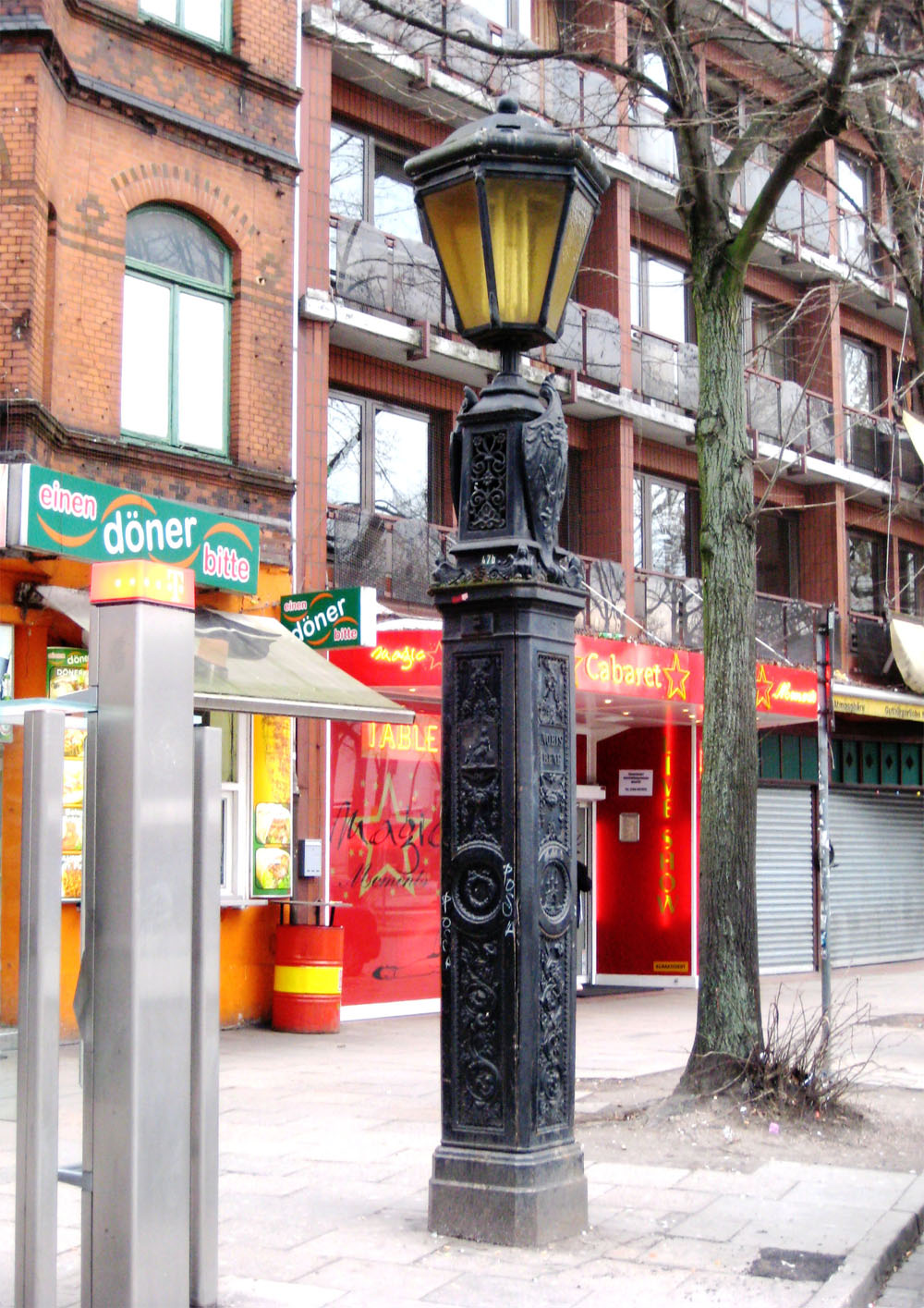
Der nördliche eiserne Pfeiler des Nobistors (etwa 1845) an der Grenze zur Hamburger Reeperbahn

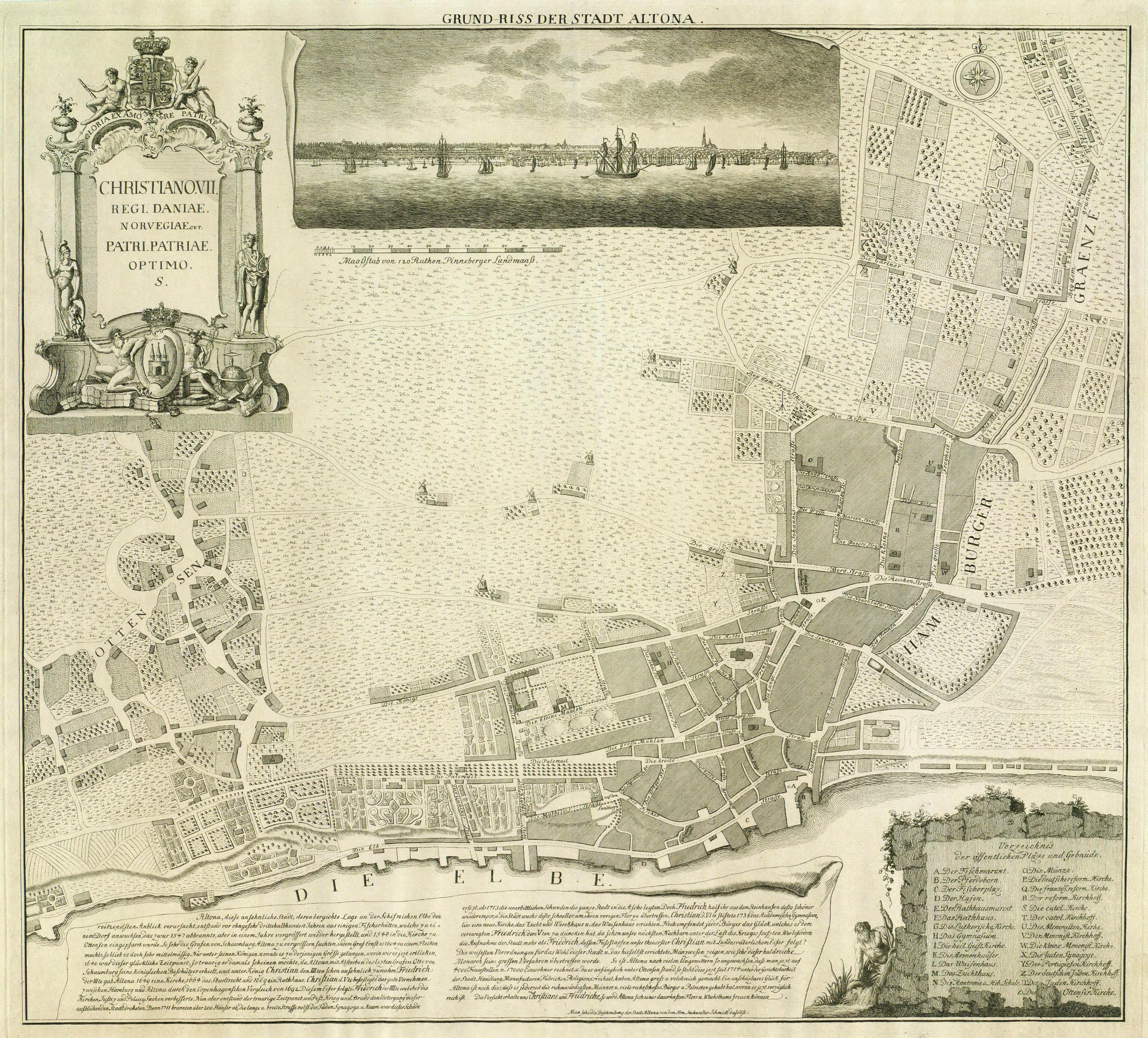
Stadtplan von Altona aus dem Jahre 1770

Mit rund 12.000 Einwohnern 1710 und rund 24.000 Einwohnern 1803 war Altona nach Kopenhagen die zweitgrößte Stadt innerhalb des dänischen Gesamtstaates.
Der Magistrat der Stadt Altona wurde durch einen vom dänischen König eingesetzten Oberpräsidenten geleitet.
Im Zuge des Großen Nordischen Krieges ließ der schwedische General Stenbock im Januar 1713 die Stadt, im Osten beginnend, planmäßig Haus für Haus in Brand setzen. Etwa 60 % der Gebäude wurden zerstört, weshalb außer der Straßenanlage der Palmaille so gut wie nichts mehr an das Altona vor dem „Schwedenbrand“ erinnert.
Der im selben Jahr zum Oberpräsidenten ernannte Christian Detlev von Reventlow gilt als Neugründer der Stadt; u. a. erwirkte er beim König weitgehende Rechte zu ihrem Wiederaufbau. Ihm unterstanden auch Ottensen und Neumühlen. Mit Claus Stallknecht, der nahe dem Nobistor auch das Alte Rathaus (Amtssitz bis 1898, zerstört 1943) errichtete, wurde ein eigener Stadtbaumeister bestellt. Die Zeit vom Wiederaufbau bis zur Kontinentalsperre (1807) wurde von den Chronisten als „goldene Epoche“ Altonas bezeichnet.
Im späten 18. Jahrhundert entwickelte sich Altona zu einem Zentrum der Aufklärung in Norddeutschland, personifiziert insbesondere ab 1757 in dem sozialreformerischen Stadtphysikus und Armenarzt Johann Friedrich Struensee, der ab 1769 zunächst als Leibarzt des dänischen Königs Christian VII. wirkte, dann als geadelter Geheimer Kabinettsminister innerhalb von nur 16 Monaten mehrere hundert Gesetze und Verordnungen zur Modernisierung des Staates Dänemark erließ. Struensee wurde von den ihres Einflusses beraubten Vertretern der „alten Ordnung“ nach einem Schauprozess 1772 in Kopenhagen hingerichtet. In Altona erinnerte eine kupferne Gedenktafel an einem Haus in der Kleinen Papagoyenstraße an ihn. Das Haus hatte wie die anderen Häuser der Straße den Schwedenbrand überstanden, wurde jedoch im Sinne nationalsozialistischer Stadtsanierung 1937 abgebrochen.
Altona hat sich zu allen Zeiten als „offene Stadt“ verstanden, wie es das Wappen mit dem geöffneten Tor symbolisiert; politisch oder religiös Verfolgte ebenso wie Menschen, die aus wirtschaftlichen Gründen anderswo nicht geduldet wurden, finden hier Aufnahme: holländische Reformierte, Hugenotten, Mennoniten, Juden, unzünftige Handwerker, von den napoleonischen Besatzern vertriebene mittellose Bewohner Hamburgs (Winter 1813/14), aber auch längst vergessene Sekten wie Adamiten oder Gichtelianer. Sie genossen die geistigen wie ökonomischen Freiheiten, die „Hamburgs schöne Schwester“ ihnen bot und trugen ihrerseits vielfach zur Entwicklung der Stadt bei. Die jüdischen Begräbnisplätze oder die Straßennamen Kleine bzw. Große Freiheit veranschaulichen dieses Klima der Toleranz in Altona auch auf dem Stadtplan. Diese Straßen wurden 1938 dem Stadtteil St. Pauli zugeordnet. Bereits ab 1718 war mit dem Bau der katholischen St.-Josephs-Kirche begonnen worden.

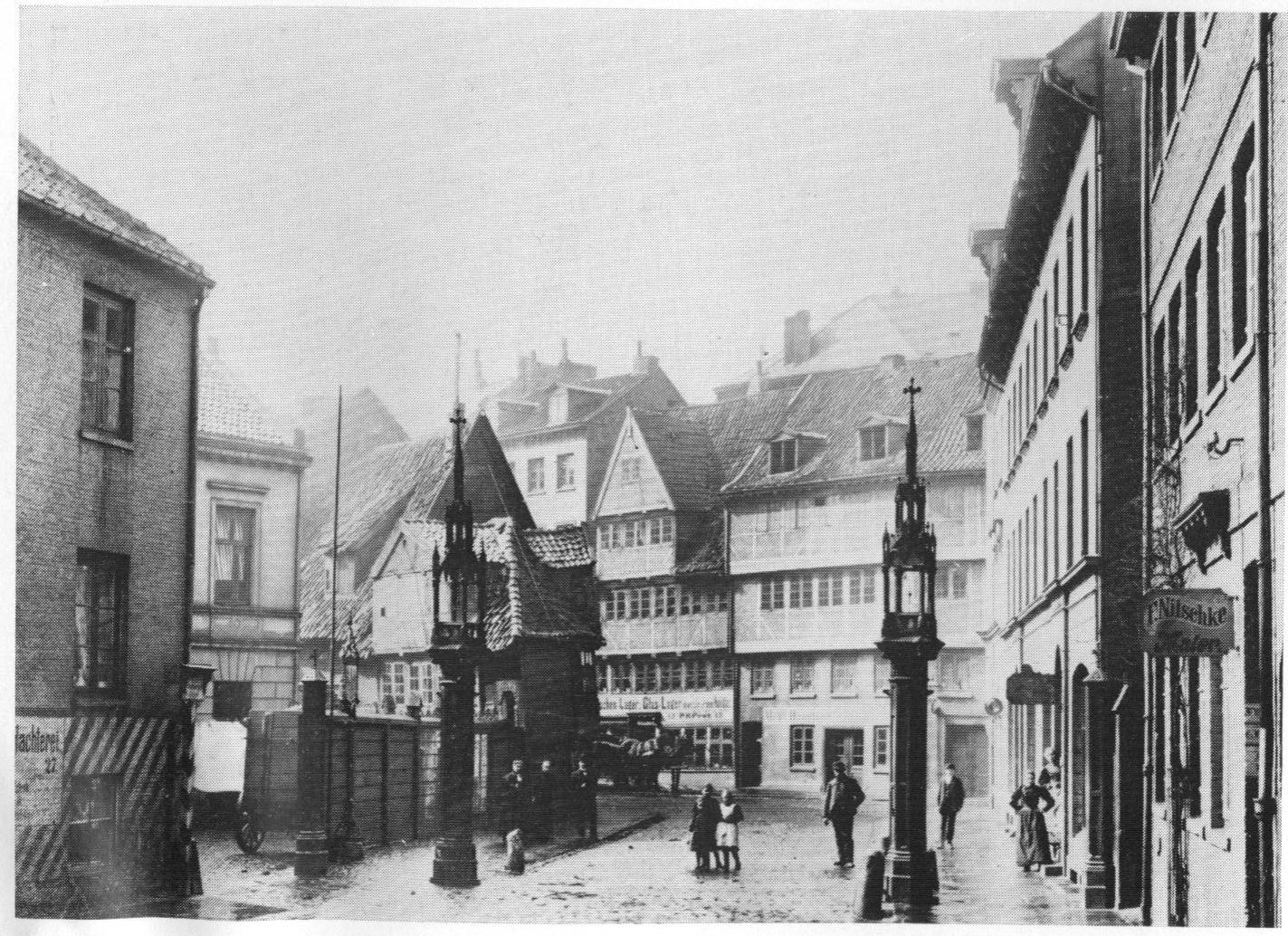
Schlachterbudentor 1890

Entsprechend sind auch die sechs Stadttore, die seit 1740 Altona von Hamburgs Vorstadt „Hamburger Berg“ (heute St. Pauli) trennten, eher offene Grenzmarkierungen: vom Elbufer aufwärts Pinnas-, Schlachterbuden-, Trommel-, Nobis-, Hummeltor sowie der namenlose nördlichste Durchgang in der Nähe der Straße Beim Grünen Jäger. An der südlichen Lage der fünf benannten Tore lässt sich gut erkennen, dass Altona selbst im 18. Jahrhundert noch überwiegend elbnah bebaut war.
1742/43 wurde die Hauptkirche St. Trinitatis errichtet. Die Monogramme der beiden dänischen Könige Christian V. und Christian VI. an den Sandsteinportalen zeigen, welche Bedeutung der großen neuen Hauptkirche beigemessen wurde. Schon seit 1694 stand vor einer älteren Kirche ein neuer Turm. Der Altonaer Zimmermeister Jacob Bläser hatte ihn errichtet und mit einem geschwungenen Turmhelm in holländischer Manier bekrönt. Für Altona wurde er zum Wahrzeichen, und natürlich sollte er auch den Hamburger Türmen Konkurrenz machen. Als die alte Kirche baufällig geworden war, erhielt der holsteinische Baumeister Cay Dose den Auftrag für den Kirchenneubau. Dose plante die neue große Kirche auf einem kreuzförmigen Grundriss im Anschluss an den Bläserschen Turm.
Die Ideen der Französischen Revolution trafen auch im nördlichen Europa auf Zustimmung: In Altona gründeten republikanisch gesinnte Intellektuelle und – für die damalige Zeit ungewöhnlich – einzelne Angehörige der städtischen Unterschichten 1792 einen Jakobinerclub, der regelmäßig in einer Herberge an Altonas Rathausmarkt tagte. Das Handeln seiner Mitglieder beschränkte sich auf das Verbreiten aufklärerischer und revolutionärer Ideen durch wildes Plakatieren von Flugblättern; der Kopf des Königs war dadurch nicht bedroht. Christian VII. veranlasste, wohl auch, um allzu demokratischen Bestrebungen den Wind aus den Segeln zu nehmen, im selben Jahr mehrere Gesetze, durch die die allgemeine Schulpflicht eingeführt und wesentliche Schritte zur Judenemanzipation geleistet wurden.

### 19. Jahrhundert

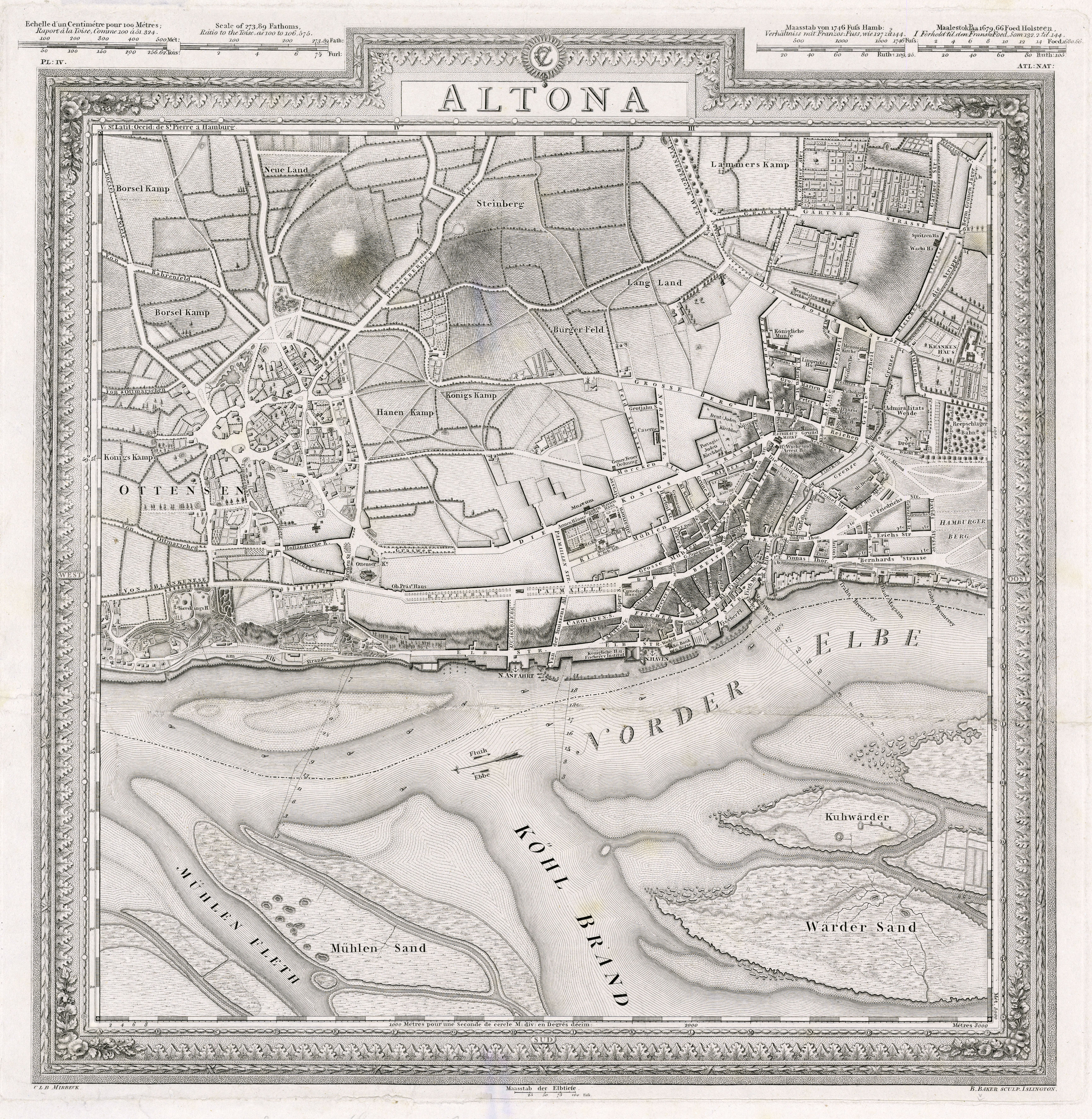
Stadtplan von Altona aus dem Jahre 1803

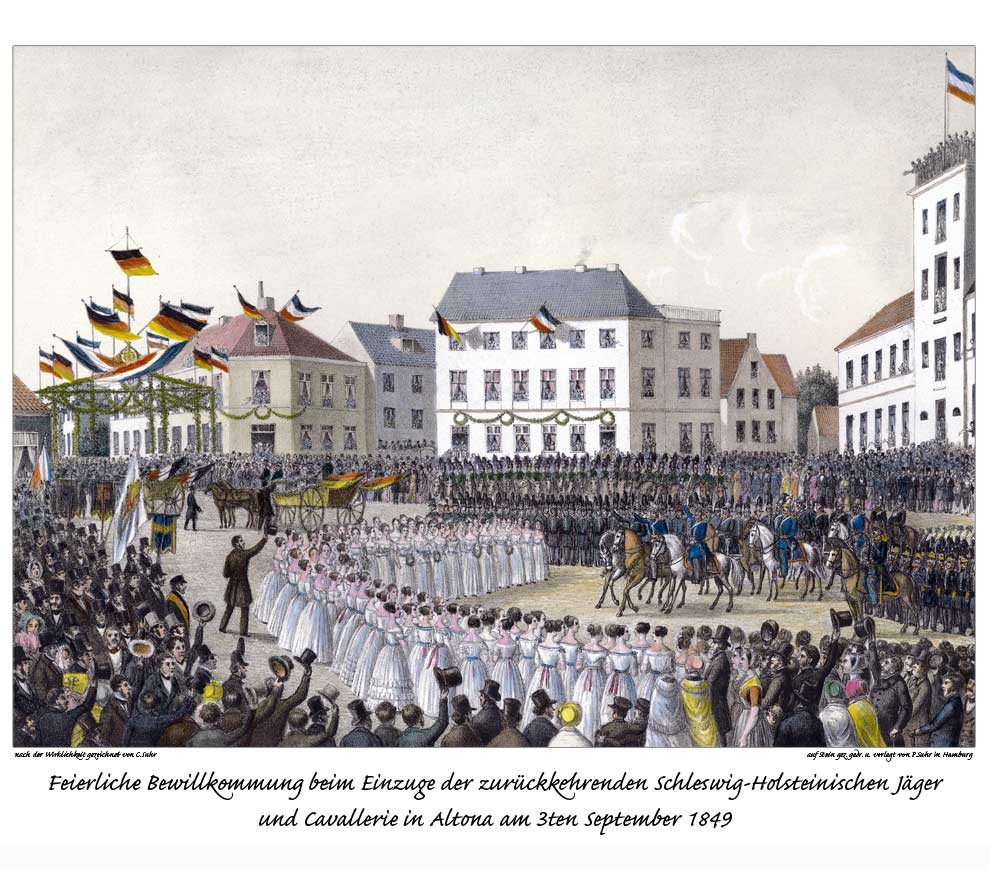
Rückkehr der Schleswig-Holsteinischen Jäger 1849, Lithografie der Gebrüder Suhr

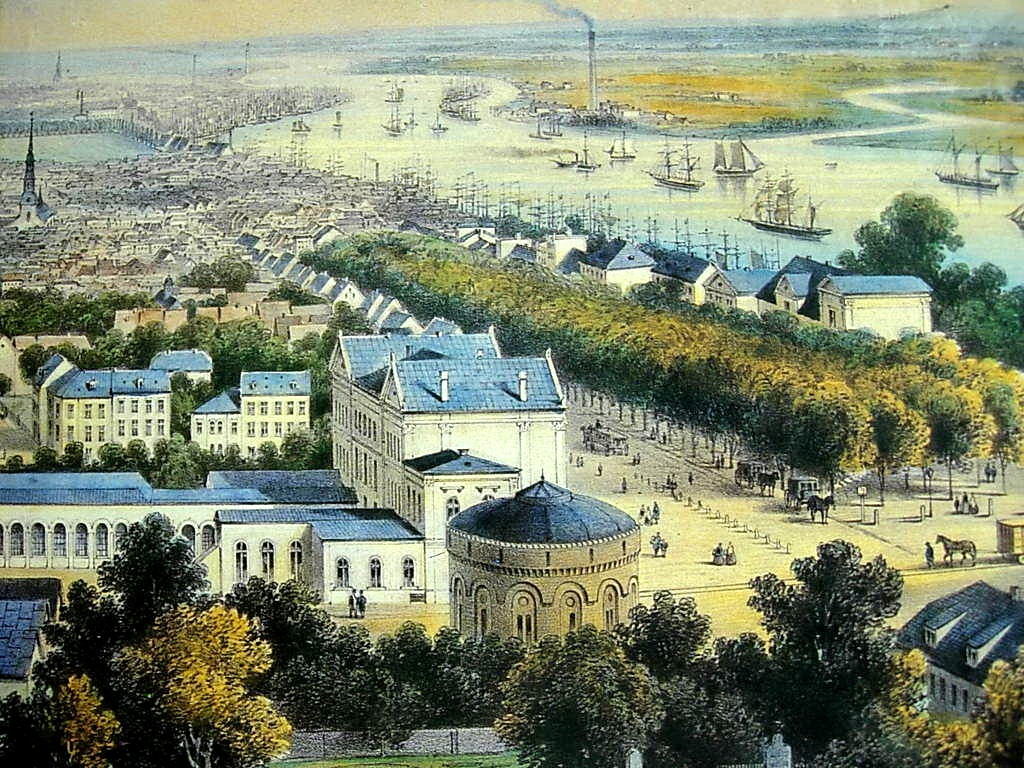
1850: Vom alten Bahnhof führt die baumbestandene Palmaille zur dicht bebauten Altstadt mit der Hauptkirche St. Trinitatis am linken Bildrand; am Horizont, hinter dem teilweise noch unbebauten St. Pauli, liegt Hamburg im Dunst

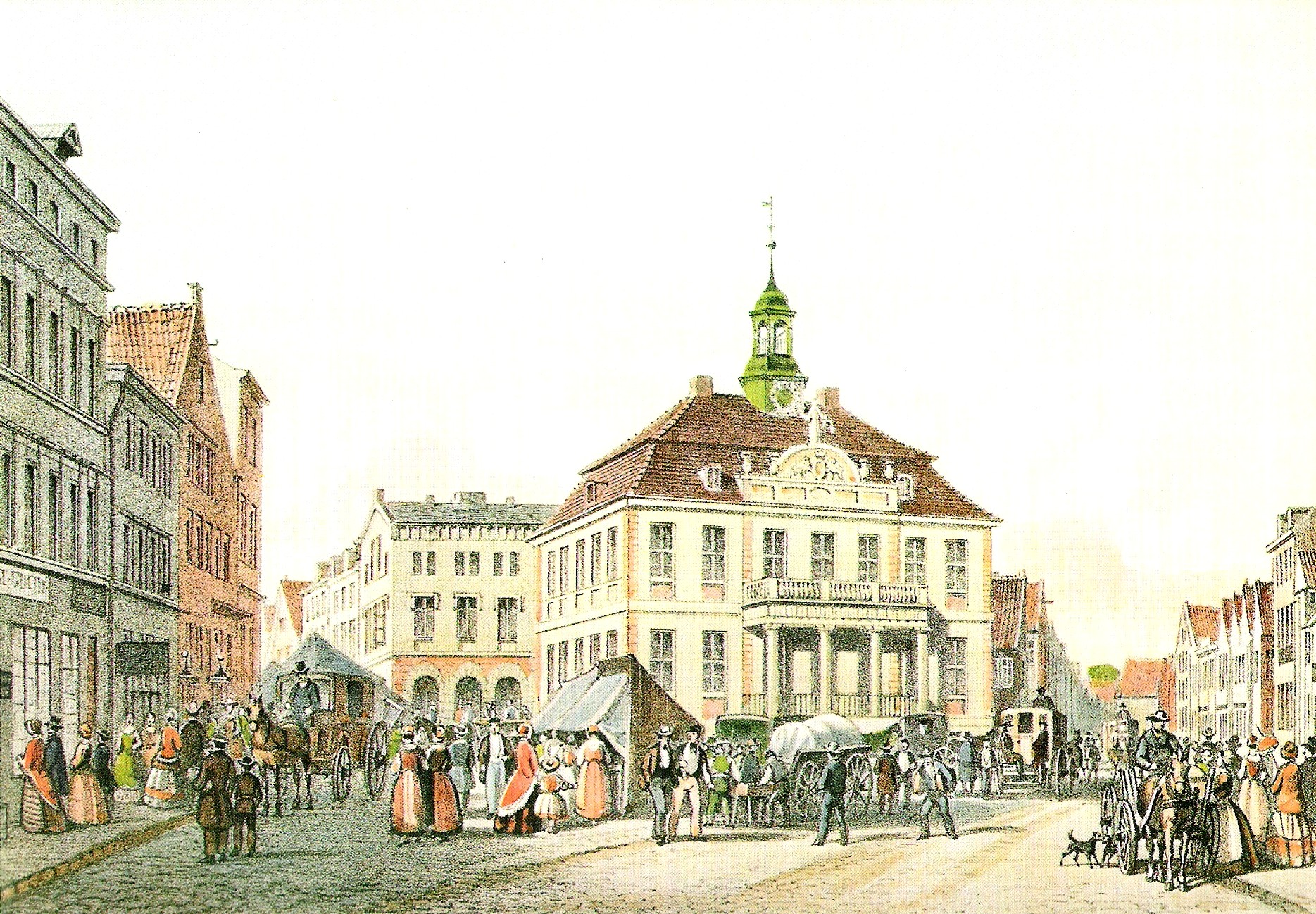
Das Altonaer Rathaus 1856 – errichtet 1720 an der heutigen Königstraße

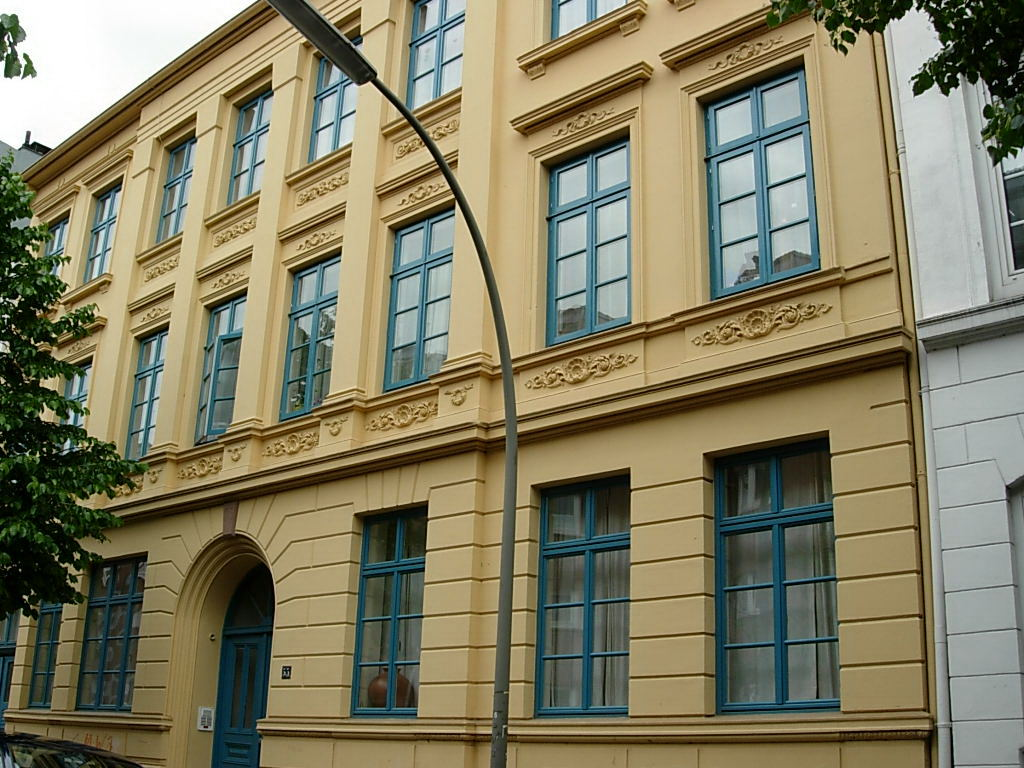
Das älteste erhaltene Haus (von etwa 1860) der Behn’schen Stadterweiterung, Billrothstraße 55

Quäkerberg und Elbe von der Palmaille aus (1894)

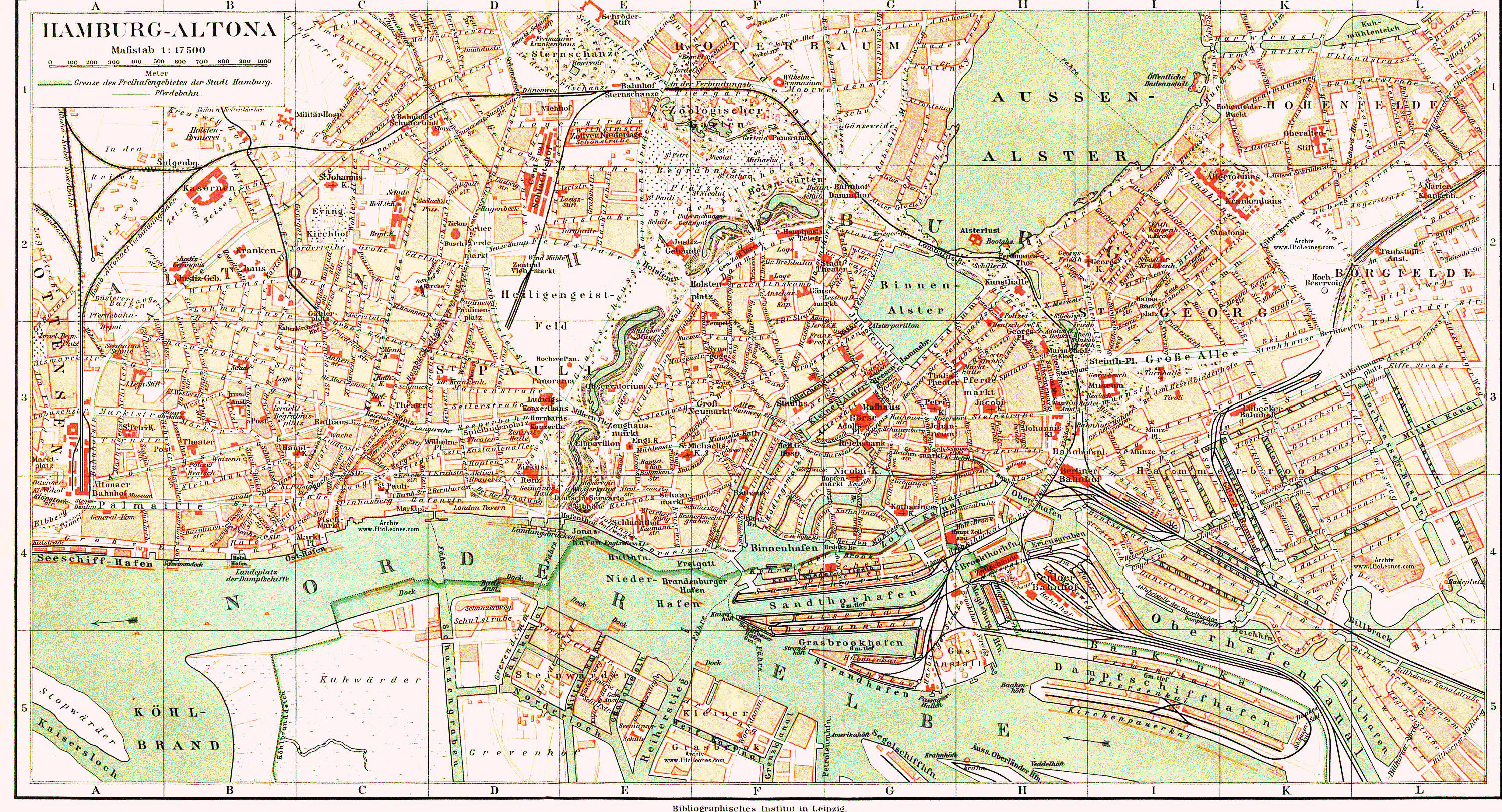
Historische Karte von Altona und Hamburg um 1890

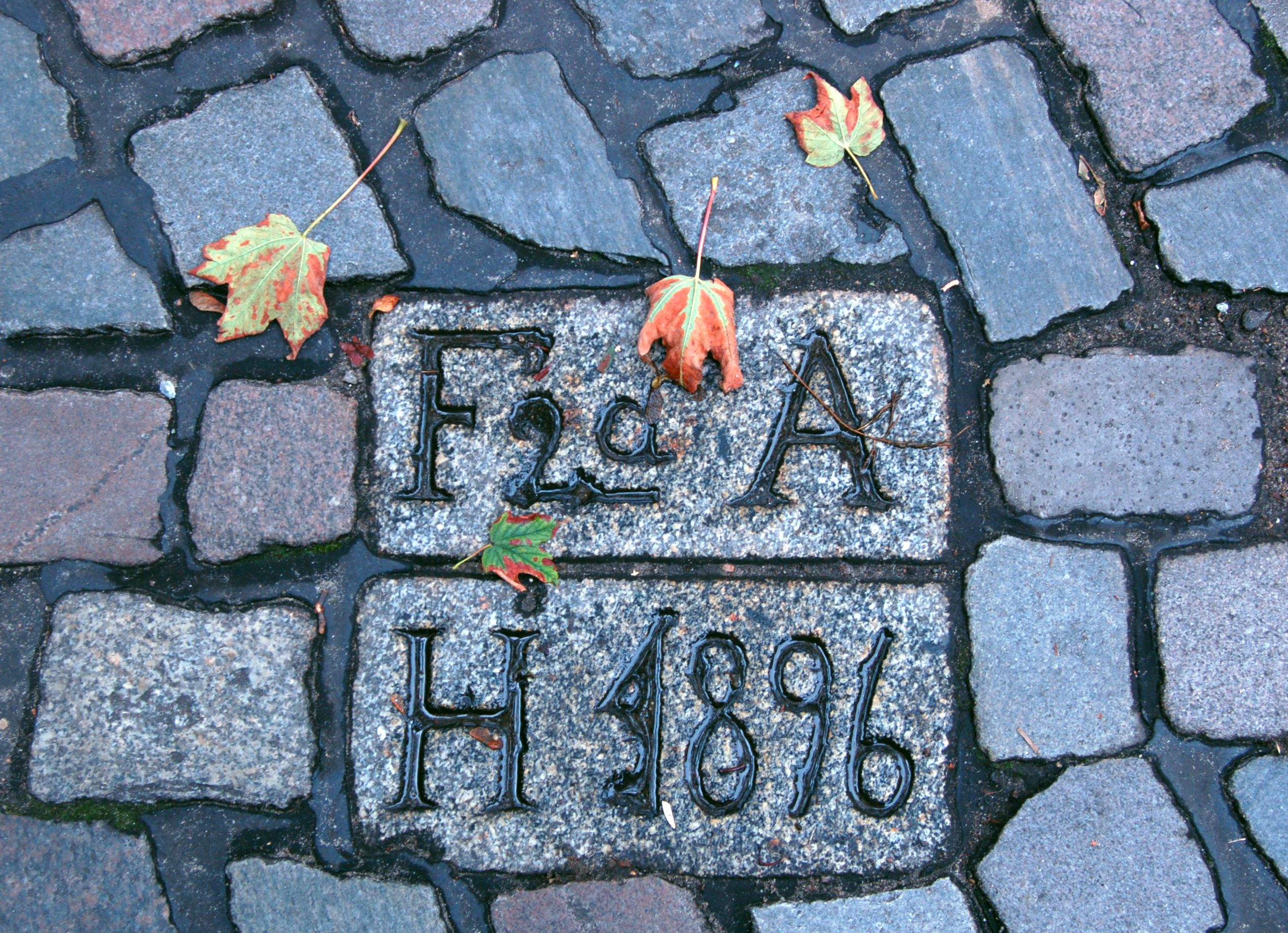
Grenzstein zwischen Altona und Hamburg von 1896, der heute noch in der Brigittenstraße gepflastert ist

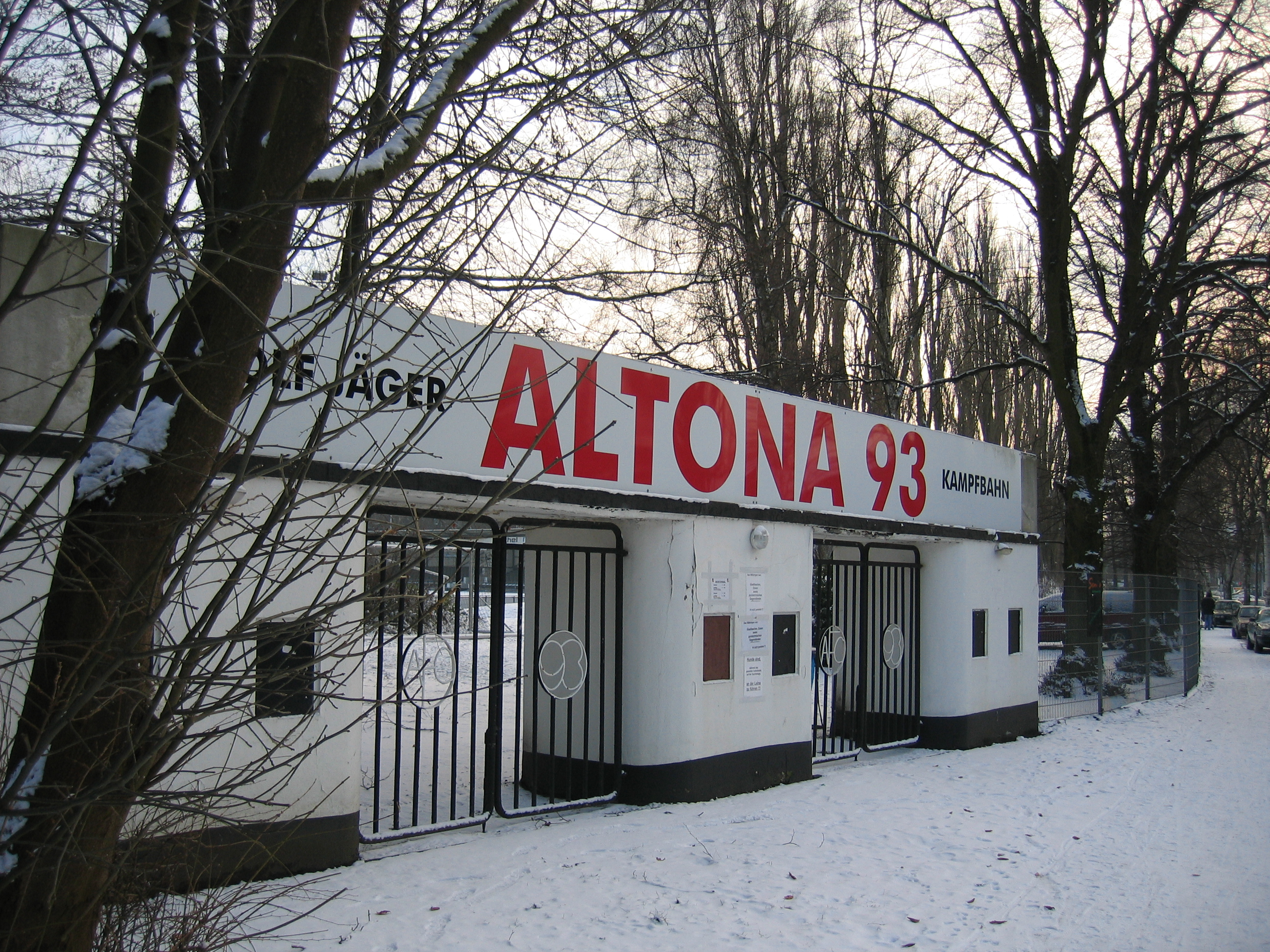
Haupteingang der Adolf-Jäger-Kampfbahn von 1909

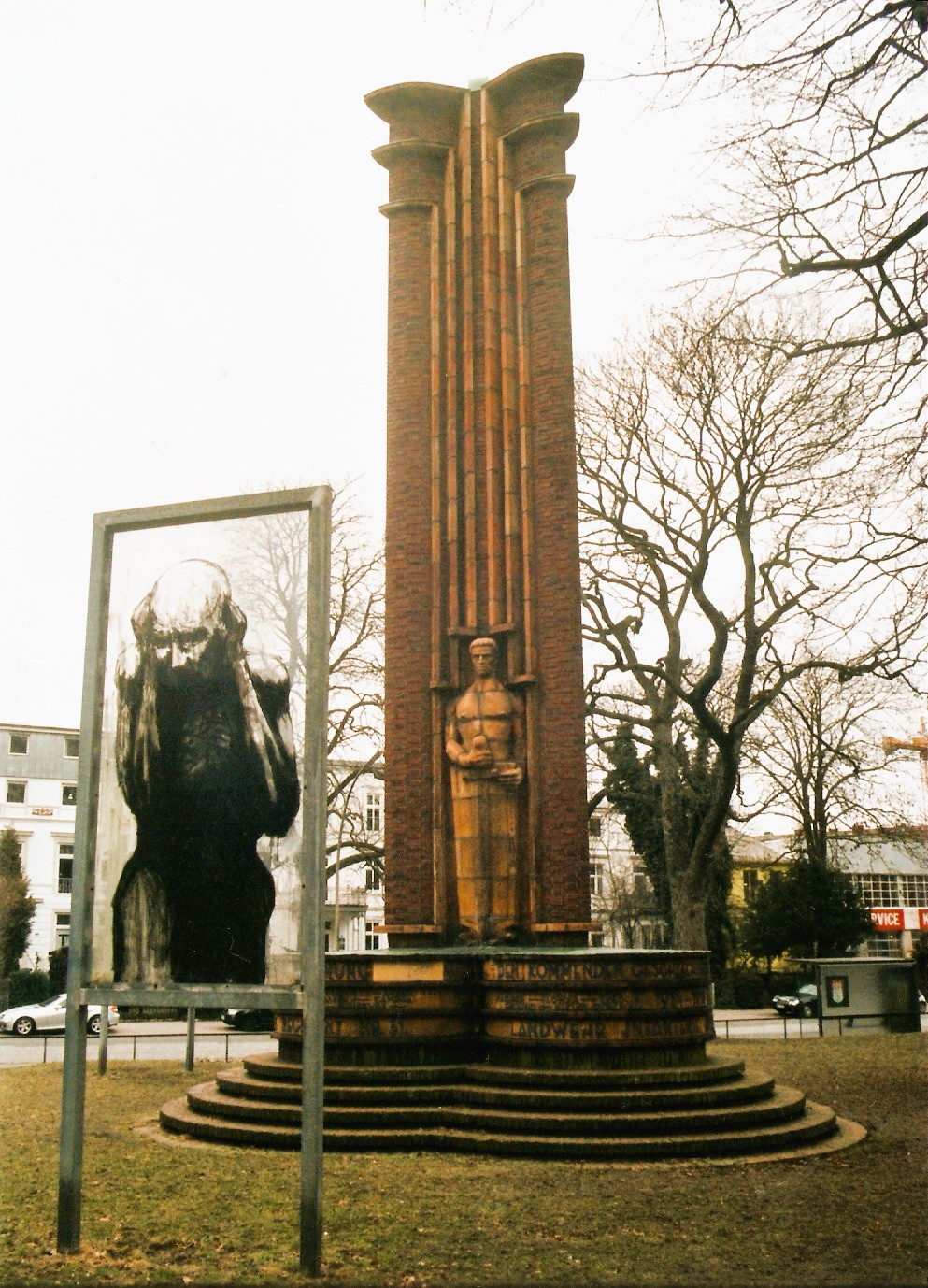
Denk- und Gegendenkmal des einstigen Altonaer Regiments

Die Auflösung des Heiligen Römischen Reiches (1806) durch die Napoleonischen Kriege und die Mitgliedschaft im Deutschen Bund (1815) änderten für Altona – wie für das Herzogtum Holstein insgesamt – politisch wenig: es wurde weiterhin durch den dänischen König verwaltet, in die dänische Politik einbezogen und von dieser gefördert. Wirtschaftlich allerdings endete Altonas „goldene Zeit“ durch die Napoleonische Kontinentalsperre abrupt: die totale Elbblockade brachte viele Handelshäuser, Reedereien und exportorientierte Gewerbe an den Rand des Ruins.
Durch ein Privileg des Königs Friedrich VI. erhielt der Astronomieprofessor Heinrich Christian Schumacher die Erlaubnis, an der Palmaille eine Sternwarte zu errichten (1821), die er größtenteils aus Privatmitteln und königlichen Zuschüssen unterhielt und die schnell hohes wissenschaftliches Renommee erlangte. Hier wurden auch die Astronomischen Nachrichten herausgegeben. Nach Schumachers Tod (1850) wurde das Observatorium unter wechselnden Direktoren und mit knapperen Mitteln weiterbetrieben, bis es 1872 nach Kiel verlegt wurde; das Gebäude wurde während eines Luftangriffes 1941 zerstört.
Altona war der erste Freihafen Nordeuropas (seit 1664); dadurch, aber auch durch die vorausschauende Planung unter Bürgermeister Carl Heinrich Behn; † 1853, die eine erhebliche Norderweiterung vorsah (die Ende des Jahrhunderts realisiert wurde), erlebte die Stadt eine wirtschaftliche Blütezeit.
Schleswig-Holsteins erste Kunststraße, die Altona-Kieler Chaussee, verband ab 1833 Altona und Kiel. 1839 schlug die regionale Geburtsstunde des (zunächst noch privat betriebenen) Personennahverkehrs: die „Basson’sche Pferdeomnibuslinie“ nahm den Betrieb zwischen Altona und Hamburg auf und trug dazu bei, den wachsenden Verkehr zwischen den Nachbarstädten zu bewältigen.
Im Vormärz formierte sich auch in Altona, obwohl es seit 1640 immer von den dänischen Königen begünstigt worden war, Widerstand gegen die wachsenden Danisierungsbestrebungen unter Christian VIII. und Friedrich VII. Ein Altonaer Kaufmann unterstützte die letztlich erfolglose Schleswig-Holsteinische Erhebung (1848–1852) gegen die Krone (23. März 1848) mit 100.000 Mark Courant. Viele Altonaer bejubelten Weihnachten 1863 den Einmarsch deutscher Bundestruppen in die Stadt. Nach Dänemarks Niederlage im Deutsch-Dänischen Krieg (1864) wurden Schleswig und Holstein von Preußen und Österreich zunächst gemeinsam als Kondominium verwaltet. Mit der Gasteiner Konvention vom 14. August 1865 kam Holstein dann unter österreichische Verwaltung. Nach dem Preußisch-Österreichischen Krieg wurde Schleswig-Holstein als Ganzes 1867 zur preußischen Provinz Schleswig-Holstein und als solche 1871 Teil des Deutschen Reiches.
Das IX. Armee-Korps und im Ersten Weltkrieg zusätzlich das IX. Reserve-Korps hatten in der Palmaille ihr Generalkommando. 1871 wurde Altona zudem zur neuen Garnison des Infanterie-Regiments „Graf Bose“ (1. Thüringisches) Nr. 31. Das heroisierende Denkmal der 31er an der St. Johanniskirche wurde 1996 mit Darstellungen leidender Menschen auf drei Glastafeln des Altonaer Künstlers Rainer Tiedje umstellt.
Von den Ideen des Freiheitskampfes begeistert, kam auch die deutsche Turnbewegung nach Altona. Am 15. November 1845 gründete A. F. Hansen den Altonaer Turnverein mit dem Ziel, „die methodische Ausbildung der körperlichen Kräfte zum Gemeingut der ganzen Jugend, aller Klassen und Stände, zu machen.“ 1846 entstand die erste Turnhalle Norddeutschlands, ein Fachwerkschuppen in der Turnstraße. In den turbulenten Jahren bis 1870 diente die Halle zwischenzeitlich auch als Wachlokal der Bürgerwehr, zur Unterbringung dänischer Gefangener und als Stallgebäude der österreichischen Kavallerie. 1877 errichtete der Verein etwas weiter östlich, zwischen König- und Kleiner Mühlenstraße, eine neue Turnhalle. 1878 gründete sich im zu dieser Zeit noch selbständigen Ottensen der Ottensener Männerturnverein.
Am 20. Juni 1850 erschien mit den Altonaer Nachrichten die erste Tageszeitung im Großraum Hamburg. Der Buchdrucker H. W. Köbner war der Verleger. Die Expedition lag in der Breiten Straße 76, in der sogenannten Rolandsburg. Dieses Haus war 1665 vom Präsidenten Roland errichtet worden und hatte den Schwedenbrand 1713 überstanden. In den 1880er Jahren wurde es für eine Straßenverbreiterung abgerissen. Anfang des 20. Jahrhunderts gingen die Altonaer Nachrichten an die Altonaer Druck- und Verlagsgesellschaft. 1924 übernahm sie der Verlag und die Druckerei Hammerich & Lesser in der Königstraße. Hammerich & Lesser wurde 1909 von Hinrich Springer, dem Vater Axel Springers, und I. Wagner übernommen. Die Altonaer Nachrichten erscheinen bis zu ihrem Verbot 1941 und wieder von 1948 bis 1988, in den letzten Jahren nur noch als Lokalbeilage des springerschen Hamburger Abendblatts.
Am 16. Juni 1842 konstituierte sich die Altona-Kieler Eisenbahn-Gesellschaft, die am 28. Juni des gleichen Jahres die königlich dänische Konzession zum Bau und Betrieb der König Christian VIII. Ostseebahn erhielt. Diese verband ab 1844 Altona mit Kiel. 1866 wurde die Hamburg-Altonaer Verbindungsbahn zum Hamburger Bahnhof Klosterthor gebaut, 1867 eine Strecke zum pinnebergischen Blankenese, die Altona-Blankeneser Eisenbahn.
Ab 1845 verband eine „Schiefe Ebene“ den Altonaer Hafen mit dem Bahnhof. Weniger steil führte nach Umbau 1876 stattdessen die Hafenbahn zum Elbufer hinab, für die der nach Verlegung des Bahnhofs längste Eisenbahntunnel Norddeutschlands, der so bezeichnete „Schellfischtunnel“, gebaut wurde (1992 stillgelegt). 1884 wurde für die schleswig-holsteinischen Bahnen die Königliche Eisenbahndirektion Altona eingerichtet. Im selben Jahr nahm die Altona-Kaltenkirchener Eisenbahngesellschaft AG (AKE, seit 1916 AKN) den Personen- und Güterverkehr zwischen Altona und Kaltenkirchen auf. Sie wurde 1898 bis Bad Bramstedt, 1916 bis Neumünster verlängert. Zu Beginn des Jahres 1886 ging die Altona-Kieler Eisenbahn-Gesellschaft in das Eigentum des preußischen Staates über und erweiterte den Bestand der Preußischen Staatseisenbahnen.
Von der Industrialisierung profitierte das benachbarte Ottensen (Zuwachs von 4.660 (1855) auf 25.500 (1890) Einwohner) aufgrund wechselnder Zollgrenzen (1854, 1867) bis 1888 stärker als Altona. Zu den dominierenden Branchen zählten Glashütten und Tabakverarbeitung („Piependreiher“ genannte Zigarrendreher, meist in Heimarbeit), ab 1865 Eisen- und Metallindustrie (Gießereien, Maschinen-, Dampfkessel-, Schiffspropellerbau), Nahrungs- und Genussmittelproduktion, Brauereien und vor allem fischverarbeitende Betriebe – 1913 ist Altona Deutschlands größter Anlandeplatz und Industriestandort für Fisch. Am 2. Januar 1911 eröffnete die Hafenschleppbahn Altona ihren Betrieb, der bis 1949 aufrechterhalten wurde.
1863 errichtete eine private Gesellschaft an der Palmaille ein Museum, das 1888 von der Stadt übernommen wurde und 1901 in einem Neubau im neuen Stadtzentrum als landeskundliches Altonaer Museum seine Pforten öffnete.
Im Jahr 1877 wurde in Hamburg-Altona das Unternehmen C. F. Asche & Co. gegründet, in dem als Aktiengesellschaft ab 1923 die Gehag-Gesellschaft, die Hamburg-Altonaer Apotheker AG und die Pharmazeutischen Werke Kaban GmbH zusammengefasst waren. Die Asche AG wurde 1998 dann zur Schering Deutschland Holding AG.
Am 20. Juni 1880 eröffnete der Norddeutsche Renn- und Traber-Club in Bahrenfeld, vor den Toren Altonas, eine Trabrennbahn von 1320 Metern Länge mit Stallungen und Tribüne.
1889 wurden Ottensen mit Neumühlen, 1890 Bahrenfeld, Othmarschen und Övelgönne eingemeindet. Dadurch und durch die Zuwanderung infolge der Industrialisierung wuchs Altonas Bevölkerung rapide: von 40.626 (1855) über 84.099 (1875) auf 143.249 (1890) Einwohner.
Von der Choleraepidemie von 1892, dem letzten großen Ausbruch der Cholera in Deutschland, war Altona weniger stark betroffen als das benachbarte Hamburg, da es bereits über eine Filtrationsanlage für das Trinkwasser verfügte.
1895 wurde etwa 500 Meter nördlich des „dänischen“ ein neuer, auch in der Formensprache „preußischer“ Altonaer Hauptbahnhof errichtet; diese Verlagerung ermöglichte die Anlage großzügigerer Bahnbetriebsflächen und gleichzeitig zweier Ost-West-Straßenverbindungen zwischen Alt-Altona und seinen neuen, westlichen Stadtteilen. Der bisherige Bahnhof wurde nach Umbauten ab 1898 als Rathaus genutzt, das bisherige Eisenbahngelände zwischen altem und neuem Bahnhof zu einem großen städtischen Platz („Kaiserplatz“, in der Zeit des Nationalsozialismus zeitweilig „Adolf-Hitler-Platz“ und seither „Platz der Republik“) mit repräsentativer Randbebauung umgestaltet. Dieser Komplex markierte die Westwanderung des bis dahin näher an Hamburg und der Elbe gelegenen Stadtzentrums.
Um die Jahrhundertwende gründeten sich zunehmend Sportvereine, die sukzessive auch eigene Sportstätten anlegten; so wurde 1893 der Altonaer Cricketclub 1893 von Gymnasiasten und jungen Kaufleuten gegründet. Pfingsten 1903 richtete der inzwischen in Altonaer Fußballclub von 1893 (Altona ’93) umbenannte Verein das allererste Endspiel um die deutsche Fußballmeisterschaft auf der Exerzierweide in Bahrenfeld aus. Seit 1909 besitzt der Club die AFC-Kampfbahn an der Griegstraße (1944 in Adolf-Jäger-Kampfbahn umbenannt). Weitere Vereinsgründungen dieser Jahre waren der Hamburger Polo Club (1898; spielte zunächst auf der Trabrennbahn, ab 1907 an der Jenischstraße in Flottbek), der Arbeiter-Radfahrer-Club Ottensen (ebenfalls 1898; als Mitglied des Arbeiter-Radfahrerbundes „Solidarität“ Teil der deutschen Arbeitersportbewegung) sowie der großbürgerliche Hamburger Golf-Club (1906; vereinseigene Anlage ebenfalls in Flottbek). An der nördlichen Peripherie, nahe dem heutigen Paketpostamt am Kaltenkircher Platz, gründete sich mit Union 03 Altona ein weiterer, schnell wachsender Fußballverein. 1909 wurde der Altonaer Künstlerverein gegründet.
Seit 1913 kaufte oder pachtete der Magistrat gezielt private Flächen, um sie zu öffentlichen Grünanlagen zu machen (Donners, Rathenau-, Jenisch-, Gayenscher und Volkspark mit angrenzendem Hauptfriedhof) sowie, beginnend unterhalb von Rainville, den durchgehenden Elbuferwanderweg bis Schulau herzustellen. Aus Anlass des 250-jährigen Stadtjubiläums richtete Altona 1914 die Deutsche Gartenbauausstellung aus – diese wurde allerdings überschattet vom Ausbruch des Ersten Weltkrieges.

### 1918 bis 1945
Nach dem Ersten Weltkrieg legte der Gartenbaudirektor Tutenberg nördlich der Trabrennbahn Bahrenfeld mit dem Volkspark ein zunächst 125 ha großes, stadtnahes Erholungsareal an; dazu entstanden an dessen Rändern der städtische „Centralfriedhof“, ein Flugplatz (an der Luruper Chaussee) und das Altonaer Stadion. Seit den 1920er-Jahren galt Altona als die deutsche Großstadt mit den meisten Grünflächen (siehe auch unten).
Unter dem 1924 bis 1933 amtierenden Oberbürgermeister Max Brauer (SPD, seit 1919 bereits 2. Bürgermeister) erlebte die Stadt eine heute noch vielerorts sichtbare Aufschwungphase, die 1927 in der Verdoppelung der Stadtfläche durch die Eingemeindung der Elbdörfer Groß- und Klein Flottbek, Nienstedten, Blankenese und Rissen sowie der Geestgemeinden Osdorf, Iserbrook, Sülldorf, Lurup, Eidelstedt und Stellingen-Langenfelde kulminierte. Mit diesem keineswegs von allen betroffenen Gemeinden begrüßten Schritt (siehe Unterelbegesetz) ging eine vorausschauende Stadtentwicklungspolitik einher, die sich insbesondere in dem Generalbauplan (von Altonas Bausenator Gustav Oelsner bereits ab 1923 für Altona und andere preußische Gebiete rund um Hamburg aufgestellt), dem Ankauf von Bauerwartungsland und der Gründung des kommunalen Wohnungsbauunternehmens Siedlungs-Aktiengesellschaft Altona (SAGA) (1922) manifestierte. Für Erholungszwecke wurden drei Grüngürtel durch die Stadt angelegt; auch Hagenbecks Tierpark in Stellingen war eine Altonaer Attraktion.
Überhaupt war dies die hohe Zeit der Kommunalisierung von Versorgungsdienstleistungen: das Wasserwerk am Baurs Berg in Blankenese, das Gaswerk in Bahrenfeld, das Elektrizitätswerk Unterelbe (EWU) in Neumühlen (1913 erbaut; Siemens-Anteile 1922 übernommen) befanden sich in städtischem Besitz – und reichten für den Bedarf der wachsenden Stadt bald schon nicht mehr aus: bereits 1928 ging in Schulau (heute Teil von Wedel/Holstein) ein zweites Kraftwerk ans Netz.
Ebenso wurde für die zunehmend erforderliche Nahverkehrserschließung 1925 ein städtischer Betrieb, die Verkehrs-Aktiengesellschaft Altona (VAGA), gegründet. Im selben Jahr eröffnete zudem zwischen Altona und Dresden Europas erste regelmäßige Wasserfluglinie.
Altona hatte sich zu einer veritablen Großstadt mit einer von 172.628 (1910) auf 231.872 (1928) gestiegenen Einwohnerzahl entwickelt. Damit war es die größte Stadt in Schleswig-Holstein. Allerdings währte die Selbständigkeit nur noch knapp elf Jahre.
Zu Ende der Weimarer Republik wehrte sich das „rote Altona“ auch handfest gegen nationalsozialistische Einflüsse: Höhepunkt war der Widerstand vieler Bewohner gegen einen Propagandamarsch schleswig-holsteinischer SA-Verbände durch die engen, dicht besiedelten Straßen von Altona-Altstadt. Dieser „Altonaer Blutsonntag“ (17. Juli 1932) führte zum sogenannten „Preußenschlag“, also der staatsstreichartigen Absetzung der von Otto Braun (SPD) geführten preußischen Regierung durch die Reichsregierung unter Franz von Papen.
Nach der Machtergreifung der NSDAP wurden vier Männer wegen angeblicher Verbrechen während des Blutsonntags von einem Sondergericht verurteilt und im Sommer 1933 in Altona hingerichtet: Karl Wolff, Bruno Tesch, August Lütgens und Walter Möller. Ab den 1980er-Jahren wurden Altonaer Straßen bzw. Parks nach den vier Widerstandskämpfern benannt. Die Urteile wurden 1992 aufgehoben.
Als Reaktion auf den Blutsonntag verlasen 21 Altonaer Pastoren im Januar 1933 in der St.-Trinitatis-Kirche das Altonaer Bekenntnis. Es gilt als wichtiges Dokument kirchlichen Widerstandes gegen die NS-Diktatur und als eine der Gründungsurkunden der Bekennenden Kirche. Heute erinnern Gedenktafeln wie zum Beispiel an der Petri-Kirche an dieses Ereignis.
Allerdings blieb auch Altona nicht vom Niedergang der „Goldenen Zwanziger“ und vom Aufkommen des Faschismus verschont. Die Arbeitslosenzahl stieg von 2.683 (Dezember 1929) auf 14.161 (Mai 1932). Und bei der Wahl zum Stadtverordnetenkollegium (Stadtrat) 1929 erhielt die 1923 gegründete NSDAP-Ortsgruppe um Hinrich Lohse, Emil Brix und Paul Moder zwar nur 6.880 Stimmen (hingegen SPD 46.122, KPD 18.046), aber bei der Reichstagswahl November 1932, auf dem Höhepunkt der Weltwirtschaftskrise, lagen die Nationalsozialisten nur noch in Altstadt (hinter der KPD), Ottensen, Bahrenfeld und Lurup (hinter der SPD) lediglich auf Platz 2, während sie insbesondere in Rissen, Sülldorf, Oevelgönne (über 50 %), Blankenese und Othmarschen (über 40 %) ihre Hochburgen hatten. Am 10. März 1933 – zwei Tage vor der Kommunalwahl – besetzten Nationalsozialisten nachts das Altonaer Rathaus und erklärten den stellvertretenden Gauleiter Emil Brix zum neuen Oberbürgermeister. Entsprechend die Stimmenzahlen vom 12. März 1933: NSDAP 60.112, SPD 32.484, KPD 17.501, Kampffront Schwarz-Weiß-Rot 11.057.

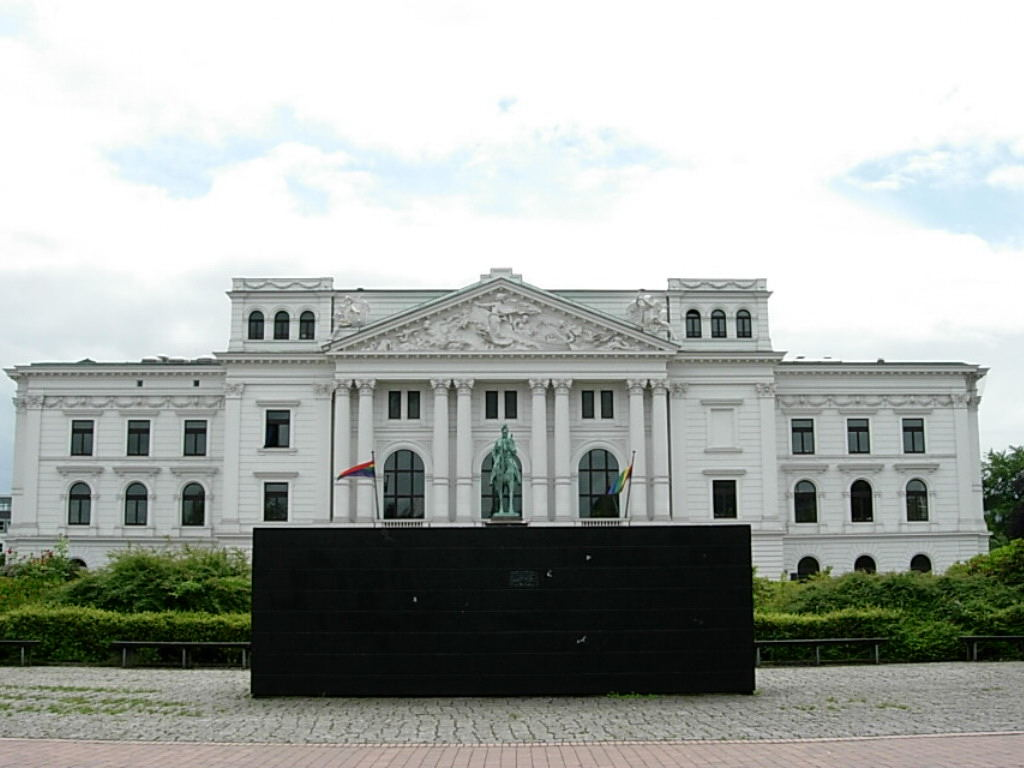
LeWitts Black Form vor Altonas Rathaus

Die nationalsozialistische Herrschaft führte zur Verfolgung von Andersdenkenden und der Vernichtung des jüdischen Lebens in der Stadt – Mitte der 1920er-Jahre rund 2.400 Personen jüdischen Glaubens entsprechend 1,3 % der Wohnbevölkerung –, an das heute unter anderem die folgenden Mahnmale erinnern:
- der schwarze Quader Black Form – Dedicated to the Missing Jews von Sol LeWitt am Südende des Platzes der Republik
- der Gedenkstein am Rand des Bahnhofsvorplatzes für die mehr als 800 Juden, die am 28. Oktober 1938 während der sogenannten „Polenaktion“ aus ihren Wohnungen geholt und vom Altonaer Bahnhof nach Polen deportiert wurden
- die Bronzetafel am Gebäude Kirchenstraße 1 zur Erinnerung an die Synagoge der Hochdeutschen Israelitengemeinde in der Kleinen Papagoyenstraße
- die Liste der Begrabenen des überbauten Jüdischen Friedhofs Ottensen im Untergeschoss des Einkaufszentrums Mercado.

Durch das Groß-Hamburg-Gesetz wurde Altona 1937 zunächst Teil des Landes Hamburg und verlor seinen Status als selbständige Gemeinde durch Eingemeindung am 1. April 1938; die überraschten Bewohner der Stadt erfuhren davon aus Zeitung oder Radio. Im Oktober desselben Jahres wurden in Hamburg die Stadtteilgrenzen analog der Kreisgrenzen der nationalsozialistischen Parteiorganisation verändert; Altona verlor dadurch einen Teil seines historischen Gebietes (vor allem an St. Pauli und Eimsbüttel) und war identisch mit dem NSDAP-Parteikreis 7. Diese Änderungen wurden auch nach Ende der NSDAP-Diktatur beibehalten. Adolf Hitler hatte Hamburg zur „Führerstadt“ bestimmt und wollte dazu mit gigantischen Bauten Altonas Zentrum und den Elbhang einbeziehen mit Gauhochhaus, Volkshalle und einer „Großen Elb-Hochbrücke nach den Plänen des Führers“ (Hamburger Tageblatt). Von dieser typischen Architektur im Nationalsozialismus wurde bis auf bauvorbereitende Maßnahmen nichts verwirklicht, wenn man den von der Wehrmacht zum „Heimatverteidigungs“-Fliegerhorst der Luftwaffe ausgebauten Flugplatz an der Luruper Chaussee (heute als Grünfläche und Parkplatz sowie hauptsächlich vom DESY genutzt) nicht zur NS-Architektur zählt.
Bei den Luftangriffen im Zweiten Weltkrieg zerstörten alliierte Bomber im Rahmen der „Operation Gomorrha“ im Juli 1943 große Teile der Altstadt und verwandelten insbesondere das dicht besiedelte Gebiet zwischen Nobistor und Allee, Holsten- und Große Elbstraße in ein großflächiges Ruinenfeld; Altonas historischer Kern um Rathaus- und Münzmarkt wurde zerstört und später nicht wieder aufgebaut. Auch nördlich der Stresemannstraße bis zum Eimsbütteler Marktplatz waren ganze Straßenzüge nicht mehr wiederzuerkennen. Das Handelszentrum Altonas, der Fischmarkt, wurde bis auf wenige Häuser zerstört und bis in die 1970er-Jahre hinein vernachlässigt.
Von der Altonaer Hauptkirche St. Trinitatis blieben lediglich die Umfassungswände mit den leeren Fensterhöhlen und der Turmsockel ausgeglüht stehen. Ein Wiederaufbau schien in den ersten Jahren nach dem Krieg unmöglich zu sein. Der Totalabbruch und die Errichtung einer modernen Kirche wurde diskutiert, doch in den 1950er-Jahren setzte sich die Überzeugung durch, dass der Traditionsbau der Altonaer Hauptkirche gerettet und, wenn auch in weitgehend moderner Form, wieder errichtet werden sollte.

### Nach 1945
Nach dem Krieg wurden dort neue Straßen angelegt (Verlängerung und Verbreiterung der Holstenstraße bis zur Reeperbahn, der Alsenstraße bis zur Fruchtallee) oder Freiflächen geschaffen (Grünzug Neu-Altona), anstelle der kleinmaßstäblichen, geschlossenen Blockrandbebauung wurden einzeln stehende Hochhäuser und Häuserblocks errichtet (Neu-Altona-Plan), um den Wohnungsmangel zu bekämpfen: denn noch bis etwa 1960 standen in diesem Viertel Nissenhütten-Siedlungen und andere Notunterkünfte (z. B. hinter der Unzer- und an der Eggerstedtstraße).
In den folgenden Jahrzehnten setzte sich die Veränderung fort: unter der Devise „Luft und Licht für die Arbeiterschicht“ kam es zur Flächensanierung, etwa 1970 in Altonas ehemaligem Hauptgeschäftsviertel um die Große Bergstraße herum, am Hexenberg oder zuletzt noch 1980 im Gebiet der Behn’schen Stadterweiterung.
Spektakulärstes Beispiel aus der zweiten Hälfte der 1970er Jahre: der Abriss des stadtbildprägenden Backstein-Hauptbahnhofs und sein Ersatz durch ein Kaufhaus mit Gleisanschluss (Volksmund: „Kaufbahnhof“).
Manches Großprojekt wurde aber auch verhindert, z. B. ein Autobahnzubringer mitten durch Ottensen, das gleichzeitig in die Bürostadt „City West“ umgewandelt werden sollte, oder der Abriss der Gebäude des alten Allgemeinen Krankenhauses Altona an der Allee (heute Max-Brauer-Allee).
Mitte der 1960er Jahre, mit der beginnenden Postmoderne, plädierte die Denkmalpflege für die Wiederherstellung der ursprünglichen Gestalt der Altonaer Hauptkirche im Äußeren, im Inneren jedoch für eine moderne Lösung. Die Gestaltung der gesamten künstlerischen Inneneinrichtung und der Farbigkeit zeigen ein Bekenntnis zur Tradition, die mit künstlerischen Mitteln in die Sprache des 20. Jahrhunderts übersetzt wurde. Für die Verbindung von alt und neu erhielt der Wiederaufbau 1970 den „Hamburger Architekturpreis als vorbildliches Bauwerk“.
Nach der Sturmflut 1976 bekam der Altonaer Architekt Günter Talkenberg den Auftrag, ein Gutachten für den Küstenschutz zwischen St. Pauli und der ehemaligen, verfallenden Fischauktionshalle zu erstellen. Talkenberg insistierte auf einer städteplanerischen Lösung, die den Fischmarkt mit einer Platzrandbebauung einbezog und den Erhalt der Fischauktionshalle, die in Form einer dreischiffigen Basilika erbaut war, forderte. Niemand konnte sich zu diesem Zeitpunkt vorstellen, dass eine Halle, die bei Hochwasser geflutet werden muss, irgendeinen wirtschaftlichen Nutzen haben könne. Sie wurde zum II. Hamburger Bauforum wieder eröffnet und mit einem Diplom des Europäischen Denkmalschutzes ausgezeichnet. 1988 bis 1994 entstand die postmoderne Platzrandbebauung des Altonaer Fischmarktes mit Wohnungen des Altonaer Spar- und Bauvereins und des Bauvereins der Elbgemeinden (BVE).

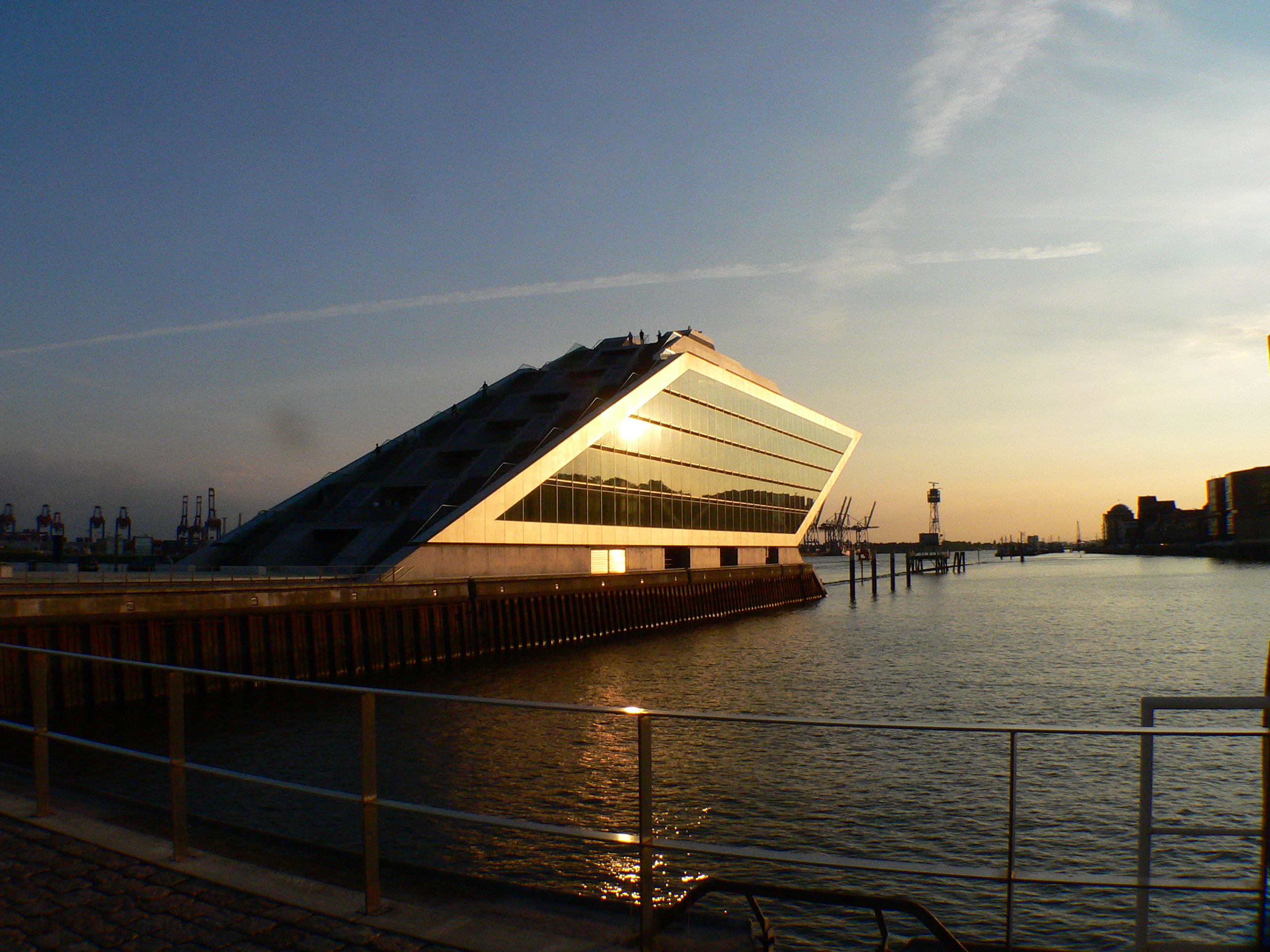
„Dockland“ am Ausrüstungskai Große Elbstraße

In den 1990er Jahren entstand am Elbufer zwischen Altonaer Fischmarkt und Neumühlen ein Ensemble politisch zunächst heftig umstrittener Solitärbauten (Teil der „Perlenkette“ des Hamburger Hafenrands), wodurch die Tertiärisierung der Volkswirtschaft auch in Altonas Stadtbild sichtbar wurde: an die Stelle der fischverarbeitenden Industrie traten vor allem Bürokomplexe, Gastronomie und Freizeiteinrichtungen – und das nicht nur am Fluss: Reemtsma, British American Tobacco (BAT), Gartmanns Schokoladenfabrik, Holsatia-Holzverarbeitung, Margarine-Union und Essig-Kühne in Bahrenfeld, Zeise (Schiffspropellerguss), Menck & Hambrock (Baggerherstellung) oder Aal-Friedrichs in Ottensen und die Elbschloss-Brauerei in Nienstedten gehören zu den großen gewerblichen Arbeitgebern, die ihre Produktionsstätten in den letzten Jahrzehnten aufgegeben oder verlagert haben.
Politisch war das Nachkriegs-Altona durch seine soziale Mischung aus innerstädtischen Arbeiter- und peripheren großbürgerlichen Wohnquartieren relativ heterogen – mit einer seit den 1960er Jahren tendenziell abnehmenden sozialdemokratischen Dominanz.
Zu Altona gehören einige von Hamburgs reichsten Stadtteilen, aber auch einige der einkommensschwächsten: mittlere Einkünfte pro Steuerpflichtigem 1998 in Othmarschen 81.149 Euro bei einem Sozialhilfeempfängeranteil von 0,9 %, in Altona-Altstadt 23.599 Euro und 14,7 %.
Seit Anfang der 1980er Jahre waren, bedingt durch die bauliche Aufwertung (Gentrifizierung) und die Entstehung diverser Milieus und Subkulturen vor allem in Ottensen und Altona, neue Präferenzen hinzugekommen, was sich unter anderem in grün-alternativen Bezirkswahlergebnissen von bis zu 22 % (1997) äußerte. In Altona entstand Hamburgs erste formelle rot-grüne Koalition (1994–1997) ebenso wie die erste schwarz-grüne Kooperation (seit 2004). Gleichzeitig sank der Immigrantenanteil von einst überdurchschnittlichen 17,4 % (gegenüber 15,9 % in ganz Hamburg, 1998) auf mittlerweile hamburgisches Niveau (je 13,6 %, 2010). Dennoch erstarkte trotz des Zuzuges neuer Bewohner ein spezifisches Altonaer Selbstverständnis, das sich in lokalpatriotischen Gruppen wie der Altonaer Freiheit zeigt, die stärker Altonaer Belange in die Öffentlichkeit der Hamburger Bevölkerung rücken möchte.
Anlässlich der Durchfahrt eines britischen U-Bootes nach Hamburg erklärte die Bezirksversammlung 1983 den Bezirk Altona zur atomwaffenfreien Zone.

### Eingemeindungen
Die Stadt Altona wurde am 26. September 1867 Teil des neuen Stadtkreises Altona in der Provinz Schleswig-Holstein. Zu ihm gehörten außerdem die Ortschaften Neumühlen und Ottensen, aus denen 1871 die Stadt Ottensen gebildet wurde. Am 1. April 1889 wurde die Stadt Ottensen in die Stadt Altona eingegliedert, womit der Stadtkreis Altona nur noch die Stadtgemeinde Altona umfasste.
Aus dem Kreis Pinneberg wurden am 1. April 1890 die Landgemeinden Bahrenfeld, Oevelgönne, Othmarschen und am 1. Juli 1927 die Landgemeinden Blankenese, Eidelstedt, Groß Flottbek, Klein Flottbek, Lurup, Nienstedten, Osdorf, Rissen, Stellingen-Langenfelde und Sülldorf in die Stadtgemeinde bzw. den Stadtkreis Altona eingegliedert.
Am 1. Januar 1934 wurde die Stadtgemeinde Altona zur Stadt Altona umbenannt, am 1. April 1937 mit dem Groß-Hamburg-Gesetz in das Land Hamburg und am 1. April 1938 in die Hansestadt Hamburg eingegliedert.

### Einwohnerentwicklung
Die folgende Übersicht zeigt die Einwohnerzahlen der Gemeinde Altona (seit 1884 Großstadt) nach dem jeweiligen Gebietsstand. Bis 1789 handelt es sich meist um Schätzungen, ab 1803 um Volkszählungsergebnisse. Die Angaben beziehen sich ab 1843 auf die „Ortsanwesende Bevölkerung“ und ab 1925 auf die Wohnbevölkerung. Vor 1843 wurde die Einwohnerzahl nach uneinheitlichen Erhebungsverfahren ermittelt. Seit 1. April 1938 ist Altona Teil der Stadt Hamburg. Die Einwohnerzahlen des Bezirks seit 1987 stammen aus der Stadtteildatenbank Hamburg des Statistischen Amts für Hamburg und Schleswig-Holstein.
| Stand      | Einwohner |
| ---------- | --------- |
| 1537       | 60        |
| 1600       | 250       |
| 1620       | 1.500     |
| 1650       | 2.500     |
| 1664       | 3.000     |
| 1710       | 12.000    |
| 1769       | 18.050    |
| 1789       | 22.600    |
| 1803-02-13 | 23.114    |
| 1835-02-01 | 26.393    |
| 1840-02-01 | 28.095    |

| Stand      | Einwohner |
| ---------- | --------- |
| 1845-02-01 | 32.200    |
| 1855-02-01 | 40.626    |
| 1860-02-01 | 45.524    |
| 1864-12-03 | 53.039    |
| 1867-12-03 | 67.400    |
| 1871-12-01 | 74.100    |
| 1875-12-01 | 84.097    |
| 1880-12-01 | 91.047    |
| 1885-12-01 | 104.719   |
| 1890-12-01 | 143.249   |
| 1895-12-02 | 148.944   |

| Stand      | Einwohner |
| ---------- | --------- |
| 1900-12-01 | 161.501   |
| 1905-12-01 | 168.320   |
| 1910-12-01 | 172.628   |
| 1916-12-01 | 145.748   |
| 1917-12-05 | 144.052   |
| 1919-10-08 | 168.729   |
| 1925-06-12 | 185.135   |
| 1933-06-16 | 241.970   |
| 1988-12-31 | 232.567   |
| 1990-12-31 | 239.231   |
| 1992-12-31 | 242.536   |

| Stand      | Einwohner |
| ---------- | --------- |
| 1994-12-31 | 242.407   |
| 1996-12-31 | 240.086   |
| 1998-12-31 | 237.243   |
| 2000-12-31 | 240.102   |
| 2002-12-31 | 241.179   |
| 2004-12-31 | 241.352   |
| 2006-12-31 | 243.972   |
| 2008-12-31 | 250.223   |
| 2016-12-31 | 270.263   |
| 2017-12-31 | 273.203   |

## Politik

### Bezirksversammlung
| Wahl zur Bezirksversammlung Altona 2024Wahlbeteiligung: 68,1 % 3020100 27,621,618,012,87,65,65,51,2keine GrüneSPDCDULinkeFDPVoltAfDPiratenSonst.Gewinne und Verlusteim Vergleich zu 2019 %p 6 4 2 0 −2 −4 −6 −8−7,5+1,2+1,4−2,0+0,8+5,6+1,1−0,2−0,5GrüneSPDCDULinkeFDPVoltAfDPiratenSonst. |

### Bürgerschaft
Für die Wahl zur Hamburgischen Bürgerschaft ist der Bezirk Altona in die beiden Wahlkreise Altona und Blankenese unterteilt.

### Wappen und Flagge

Wappen bis 1937
Flagge
Aktuelles Wappen

Blasonierung: „In Rot über einem blauen Schildfuß ein silbernes (weißes) schwarz gefugtes Stadttor mit geöffneten Torflügeln und drei sechseckigen Spitztürmen mit Spitzhelm und Knauf, der mittlere etwas höher.“
Am 23. August 1664 erhob Friedrich III. von Dänemark Altona zur Stadt und verlieh ihr ein Wappen. Es zeigt ein Stadttor am Wasser mit offenem Tor, zuerst noch mit geöffnetem Fallgatter, das später weggelassen wurde. „Entgegen landläufiger Meinung symbolisiert das offene Tor nicht Altonas Weltoffenheit und Toleranz, sondern die Hoheit des Landesherrn und sein Recht auf jederzeitigen Zutritt.“ Die Farben Rot und Silber stehen für Holstein und Blau für die Elbe. Das Wappen wurde zuletzt 1904 vom preußischen König genehmigt.
Beschreibung der Flagge: „In der Mitte des roten Flaggentuches befindet sich das Wappen der ehemaligen Stadt Altona.“
Heute führt der Bezirk Altona ein von der ursprünglichen Form abgeleitetes Wappen (mit Fallgatter) in ovaler Schildform.

## Kultur und Sehenswürdigkeiten

### Plätze und Bauten

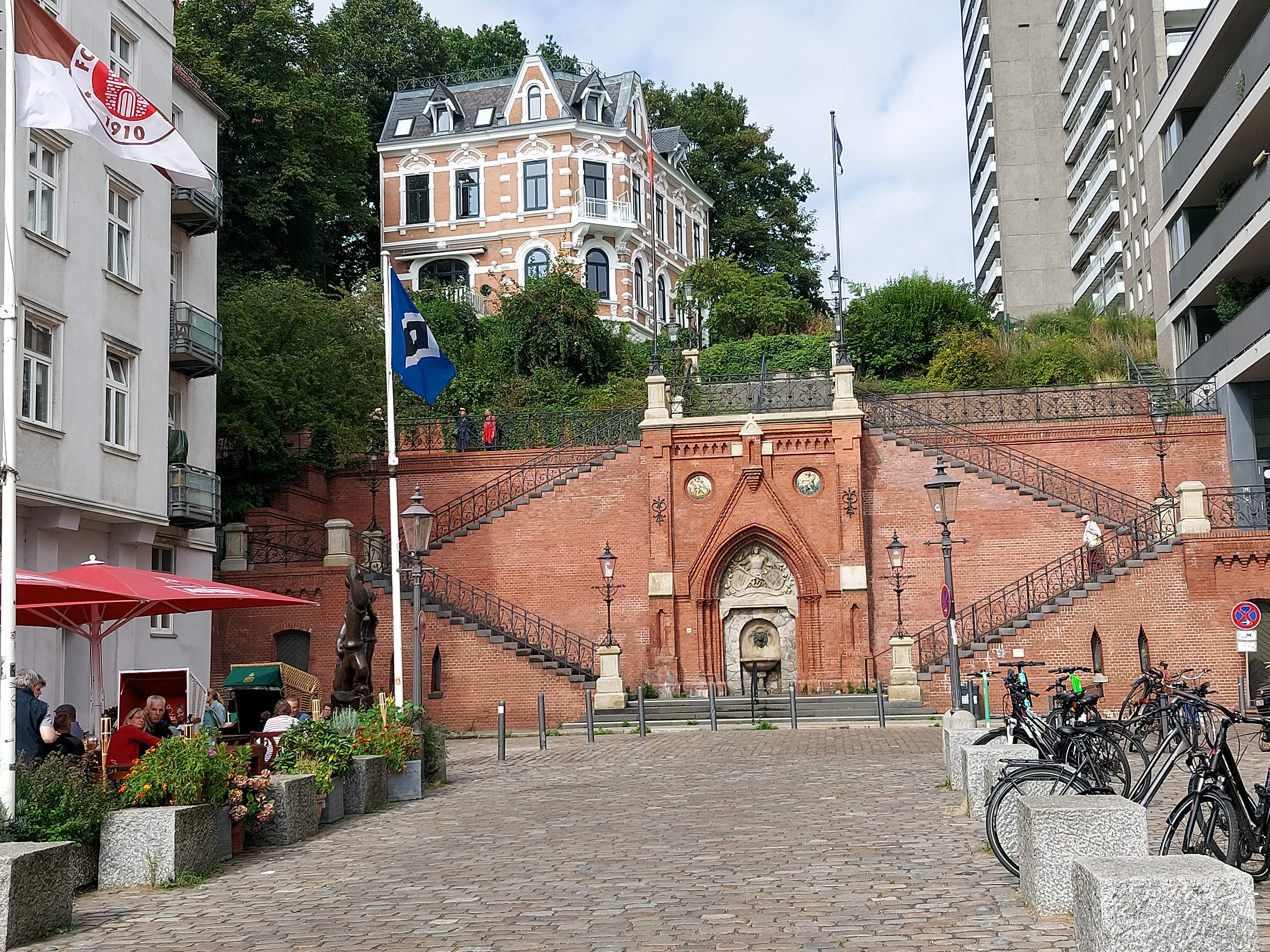
Köhlbrandtreppe

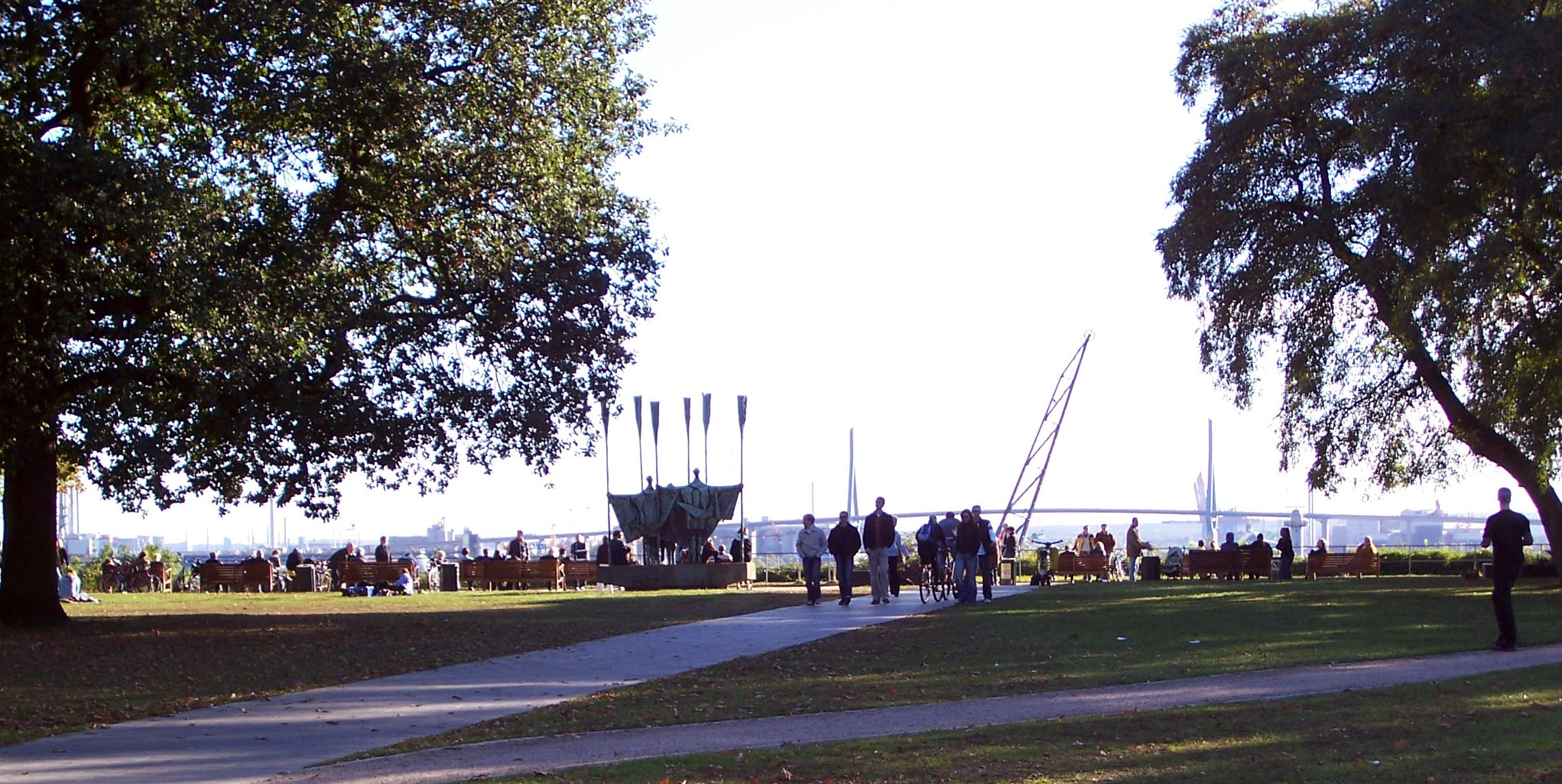
Altonaer Balkon

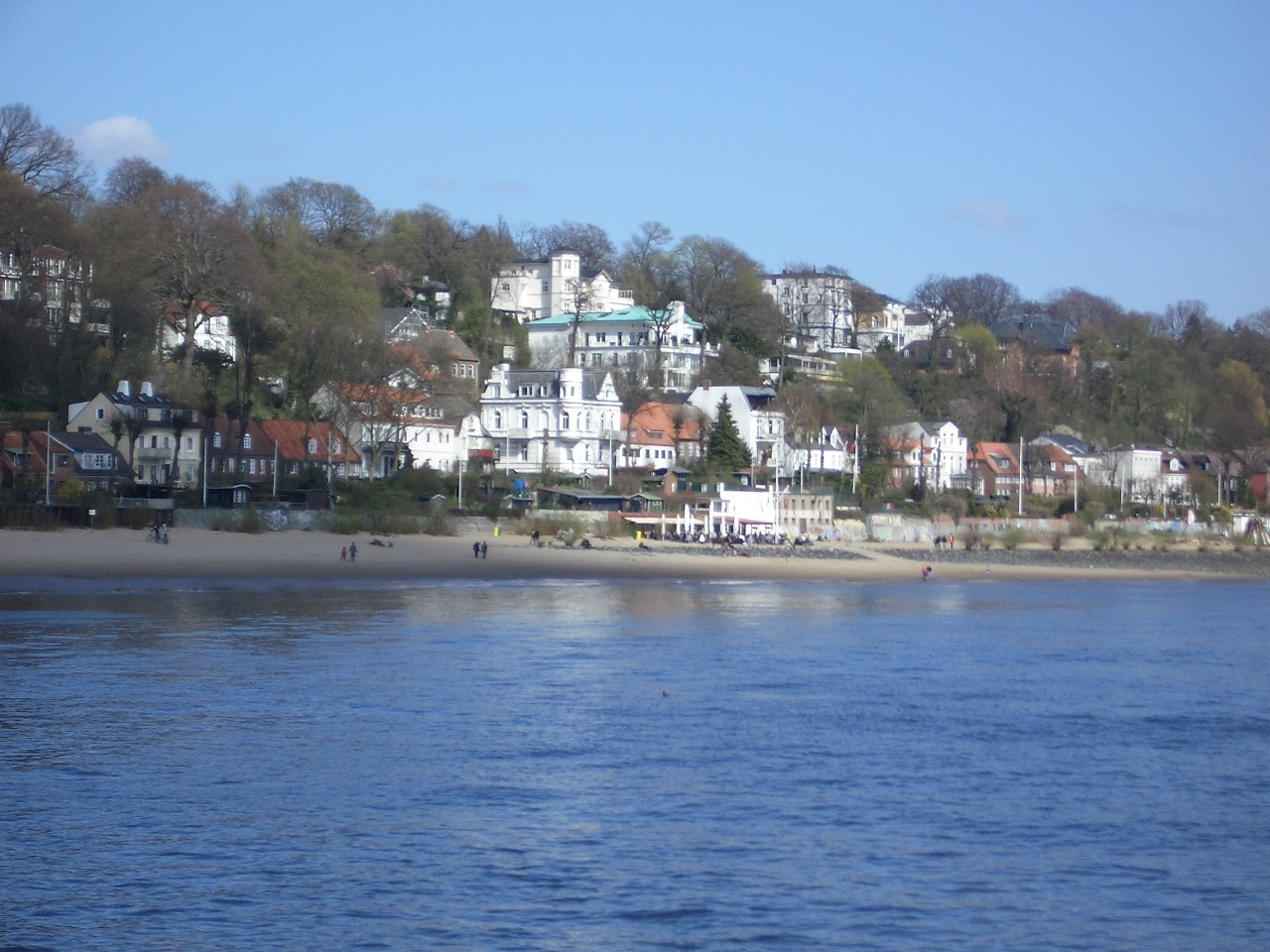
Övelgönne, von der Elbe aus gesehen

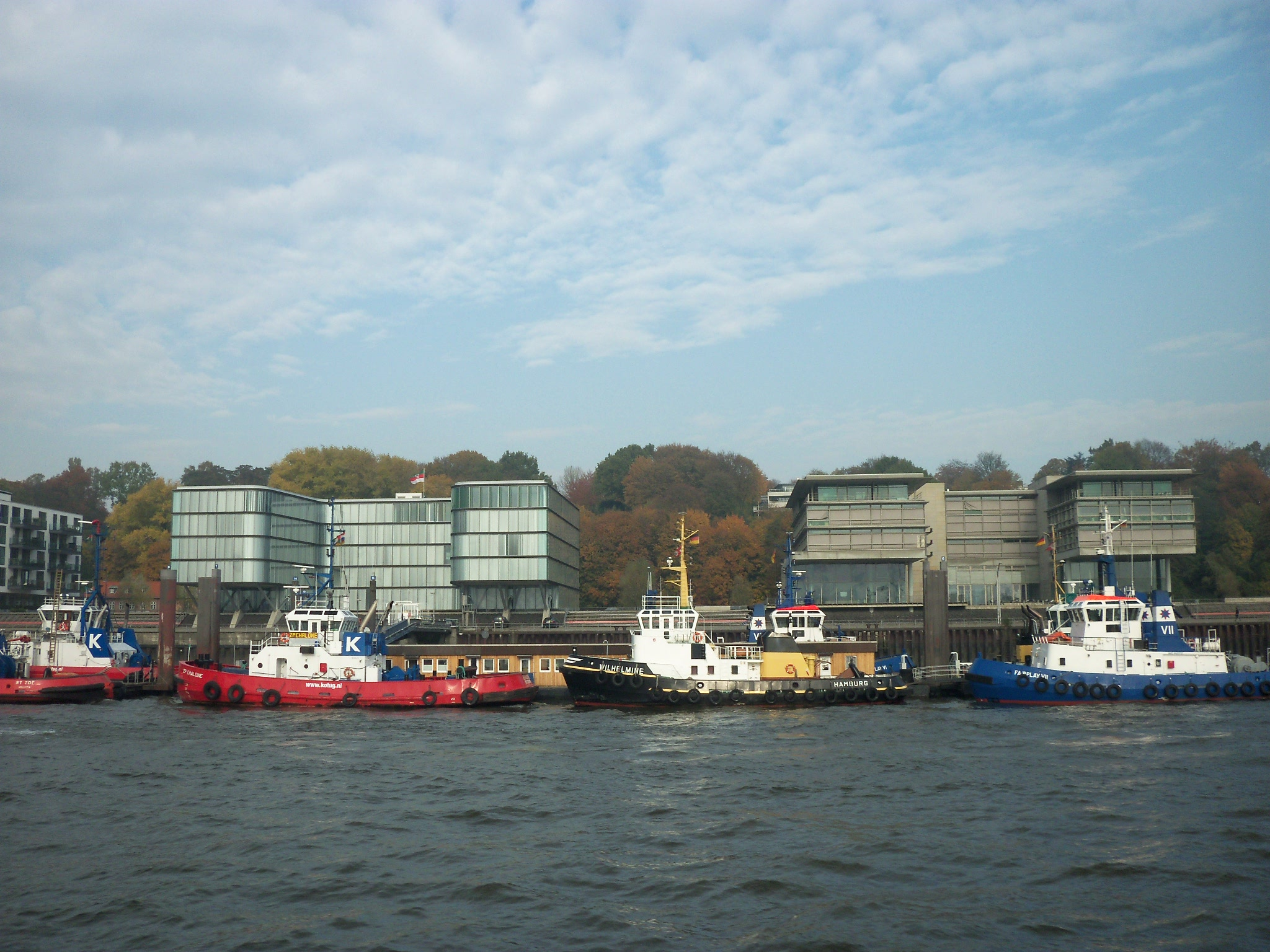
Neumühlen von der Elbe aus gesehen

Altona definiert sich durch mehr als die Elbe, Ottensen und die Nähe zur Reeperbahn. Eine der Hauptattraktionen ist der Fischmarkt, der von Touristen und Einheimischen besucht wird. Sehenswert ist dort auch die restaurierte Fischauktionshalle. Gern besucht wird der Elbabschnitt zwischen Fischmarkt und Övelgönne für alle Arten von Aktivitäten.
Vom Elbufer an der Einmündung der Carsten-Rehder- in die Große Elbstraße aus ist die 1887 eingeweihte Köhlbrandtreppe mit ihrem monumentalen Kopfbau zu sehen: diese Anlage benutzten bis in die 1960er Jahre täglich tausende von Arbeitern auf ihrem Weg zwischen den eng bebauten Wohnquartieren in der Oberstadt und dem Fähranleger bzw. den Hafen- und Gewerbebetrieben am Elbufer. Auf der Wasserseite dieser Straßeneinmündung befindet sich mit dem Holzhafen auch das 1722 angelegte und somit älteste erhaltene (wenngleich heute nicht mehr genutzte) Becken im gesamten Hamburger Hafengebiet.
Am Rathaus Altona, das sich im Empfangsgebäude des ersten Altonaer Bahnhofes befindet, beginnt die Elbchaussee (erstes Teilstück: Klopstockstraße), die sich westwärts oberhalb des Elbhanges bis Blankenese hinzieht. Ebenfalls am Rathaus, direkt am Elbhang, der Altonaer Balkon, ein Aussichtspunkt mit weitem Blick über den Hafen. Hier beginnt auch der Elbuferwanderweg, auf dem man immer am Wasser entlang Richtung Övelgönne und Blankenese bis Wedel wandern oder – auf einem Abschnitt des Elberadwegs – radeln kann. Am Anleger Neumühlen hat ein privater Verein im Museumshafen Oevelgönne eine stattliche Anzahl historischer Schiffe versammelt, die seine Mitglieder auch selbst restaurieren.
Zwischen Rathaus, Altonaer Museum und neuem Bahnhof liegt Altonas wohl wichtigstes Symbol, der 1900 eingeweihte Stuhlmannbrunnen: zwei Zentauren ringen um einen riesigen Fisch – eine Allegorie auf die Konkurrenz der Nachbarstädte Altona und Hamburg. Wenige Schritte entfernt befindet sich an der Schillerstraße die neugotische St.-Petri-Kirche von Johannes Otzen.
Von den St. Pauli-Landungsbrücken bestehen Fährverbindungen auf der Elbe entlang des Altonaer Ufers nach Finkenwerder, zum Museumshafen Oevelgönne und nach Blankenese mit Blick auf die zahlreichen Villen am Elbhang. Altona selbst hat noch fünf Anleger für Elbfähren (mit HVV-Ticket zu benutzen): Altona Fischmarkt (an der Fischauktionshalle), Dockland (Fischereihafen), Neumühlen/Övelgönne, Teufelsbrück und Blankenese.
Zu den stadtbildprägenden Baumeistern zählen insbesondere

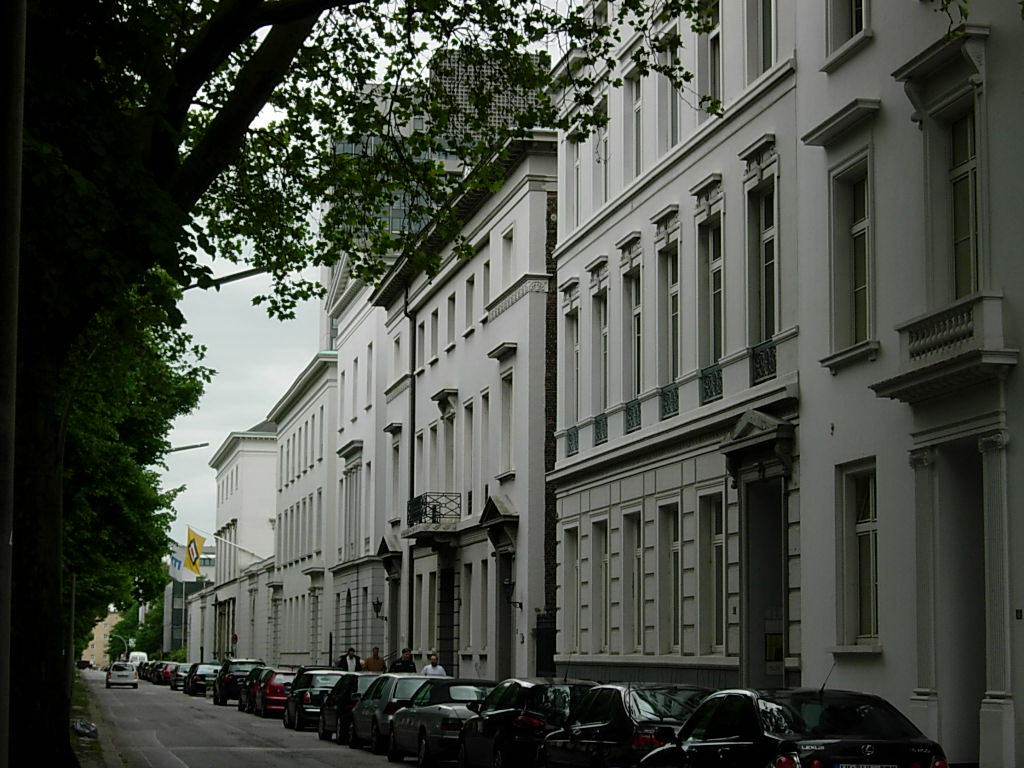
Hansens Palmaille 49–59

- Christian Frederik Hansen (1756–1845), der zwischen 1789 und 1806 als holsteinischer Landbaumeister diverse großbürgerliche Wohn- und Landhäuser, aber auch öffentliche Gebäude in Altona, Ottensen und den Elbdörfern schuf, beispielsweise das „Elbschlösschen“, das Stallgebäude „Halbmond“, das „Weiße Haus“ (alle an der Elbchaussee), der „Palais Baur“ Palmaille 49 und die Bürgerhäuser Palmaille 108–120.

- Gustav Oelsner (1879–1956), der als Bausenator in Altona (1924–1933) städtischen Geschosswohnungsbau – beispielhaft die Wohnblöcke an Lunapark (Altona-Nord) und Bunsenstraße (Ottensen) –, aber auch die Gartenstadt Steenkampsiedlung (Bahrenfeld) sowie Zweckbauten (Kaischuppen E/F in Neumühlen, Arbeitsamt in Altona-Nord) schuf.

Ein atmosphärisch „dichter“ Veranstaltungsort für Rockkonzerte ist nach wie vor die „Fabrik“ (Ottensen, Barnerstraße).

### Parks und Naturschutzgebiete
- Altonaer Volkspark in Bahrenfeld
- Jenischpark mit Naturschutzgebiet Flottbektal in Hamburg-Othmarschen
- Loki-Schmidt-Garten in Hamburg-Osdorf
- diverse Parks am Elbhang, besonders in Blankenese
- Naturschutzgebiet Schnaakenmoor und
- Naturschutzgebiet Wittenbergen in Rissen

### Regelmäßige Veranstaltungen

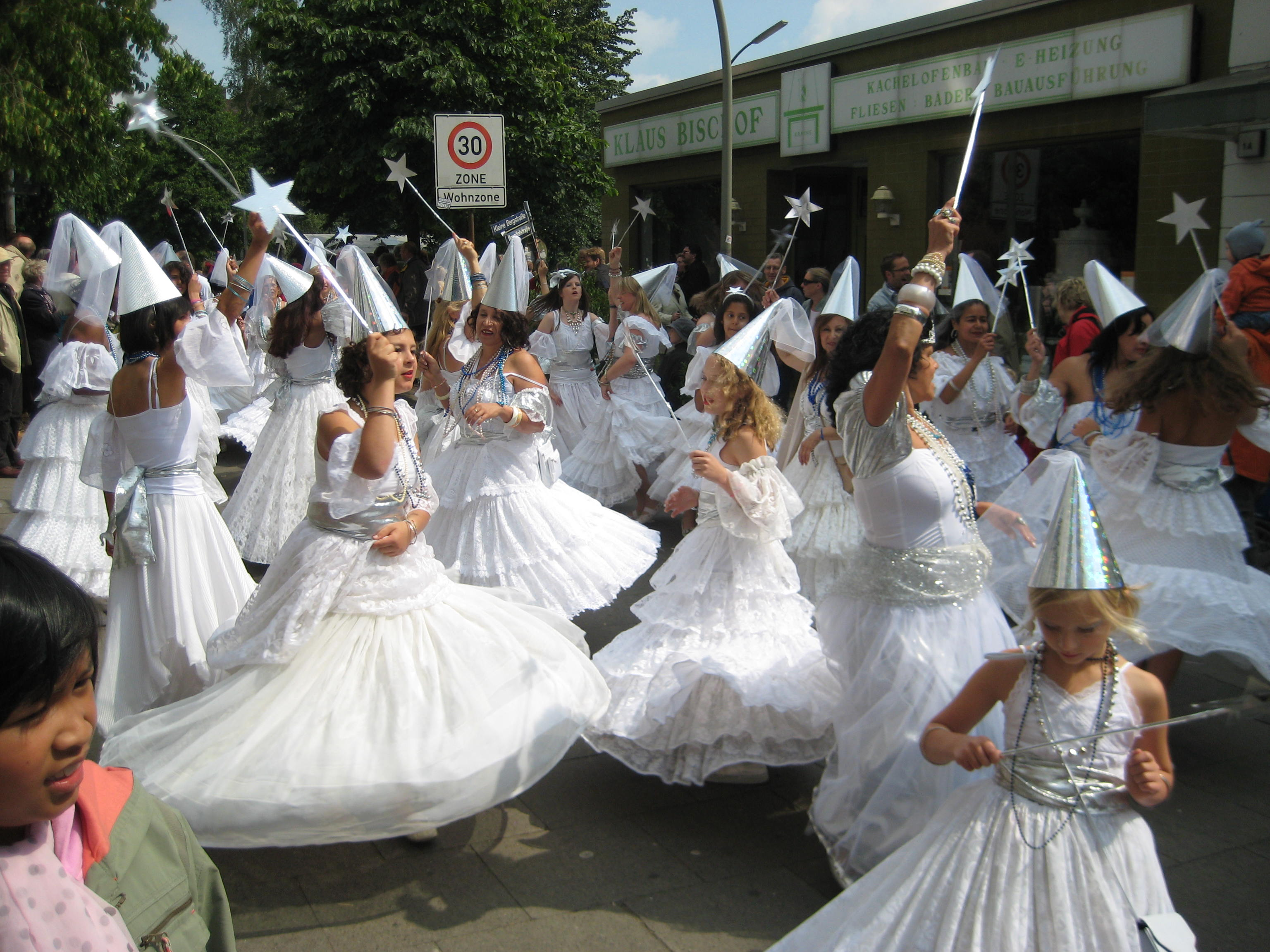
Spaßparade der Altonale 2008

Folgende Großveranstaltungen finden jährlich in Altona statt:
- Die altonale, ein 14-tägiges Kulturfest im Juni im gesamten Altonaer Zentrum mit Kunst, Literatur und Theater sowie einem riesigen Straßenfest am Abschlusswochenende mit acht bis zehn Live-Musik-Bühnen[18]
- Die Cyclassics, ein Radsportereignis mit Jedermann- und Profi-Rennen, die beide in einer großen Schleife durch den Bezirk führen (August)
- Der Hamburg-Marathon führt jeweils Ende April auf einem Teil seiner Strecke durch Altona

## Wirtschaft und Infrastruktur

### Öffentliche Einrichtungen
- Schulen
  - 29 staatliche Grundschulen und 9 Grundschulen in freier Trägerschaft (Stand 2011)[19]
  - 6 Förderschulen (Stand 2011)[19]
  - 8 Stadtteilschulen (Stand 2024)[20]
  - 11 staatliche Gymnasien[20] und 1 Gymnasium in freier Trägerschaft (Stand 2017)[19]
- Theater:
  - Altonaer Theater,
  - Allee-Theater,
  - Neue Flora,
  - Theater in der Basilika,
  - monsun theater in der Friedensallee,
  - Thalia in der Gaußstraße
- „Fabrik“
- Stadtteilkulturzentren:
  - „HausDrei“ auf dem Gelände des vormaligen Allgemeinen Krankenhauses Altona an der Max-Brauer-Allee,
  - „Motte“ in Ottensen
  - „GWA/Kölibri“ in St. Pauli-Süd

### Verkehrsanbindungen
Der Bahnhof Hamburg-Altona war jahrzehntelang ein bedeutender Eisenbahnknotenpunkt des deutschen Schienenpersonenfernverkehres. Er ist End- und Ausgangspunkt für zahlreiche Eisenbahn-Verbindungen aus und in Richtung Süden sowie mit Skandinavien.
Mit der Autobahn A 7 (E 45; Ausfahrten HH-Othmarschen, -Bahrenfeld und -Volkspark) führen eine wichtige europäische Nord-Süd-Verbindung und mit der B 4 eine große nationale Nord-Süd-Straßenverkehrsverbindung direkt durch den Bezirk. Zudem quert die B 431 den Bezirk in Ost-West-Richtung.
Die innere Erschließung und die Verbindung mit anderen Hamburger Stadtteilen durch den öffentlichen Personennahverkehr im Rahmen des Hamburger Verkehrsverbundes leisten insbesondere die S-Bahn-Linien, zahlreiche Buslinien der Verkehrsbetriebe Hamburg-Holstein (VHH) und der Hamburger Hochbahn (HHA) sowie auch einige Elbfähren der HADAG Seetouristik und Fährdienst.
Außerdem durchqueren den Bezirk die Radfernwege Hamburg-Bremen, der Elberadweg, der Nordseeküstenradweg und der Nordheide-Radweg. In der Planung oder Durchführung sind auch innerstädtische Radrouten etwa vom Bahnhof Altona zur Universität und von den Elbvororten über Ottensen bis St. Pauli.
Seit 2018 gilt auf den im Bezirk verlaufenden Straßen Max-Brauer-Allee und Stresemannstraße ein Dieselfahrverbot für Fahrzeuge mit den Abgasnormen fünf und schlechter.

## Persönlichkeiten

### Ehrenbürger
Nach dem Jahr der Ernennung:
- 1872: Gustav von Manstein (1805–1877), General der Infanterie
- 1891: Franz Adickes (1846–1915), Bürgermeister
- 1895: Otto von Bismarck (1815–1898), Reichskanzler
- 1895: Hermann von Tresckow (1818–1900), General
- 1896: Alfred Graf von Waldersee (1832–1904), Generalfeldmarschall (a)
- 1908: Ferdinand Rosenhagen (1830–1920), 2. Bürgermeister
- 1937: Hinrich Lohse (1896–1964), Gauleiter von Schleswig-Holstein (b)

### Söhne und Töchter Altonas

#### Bis 1800
- Gerrit Roosen (* 1612; † 1711 in Hamburg), Kaufmann und Diakon der Mennonitengemeinde zu Altona
- Conrad von Höveln (* 1630; † 1689 in Brandholm, Kreis Vejle, Dänemark), Barockdichter
- Johanna van Fornenbergh (1651–1728), niederländische Schauspielerin
- Berend Roosen (* 1705; † 1788 in Hamburg), Reeder und Diakon der Mennonitengemeinde zu Altona
- Fromet Mendelssohn, geb. Gugenheim (* 1737; † 1812 in Altona), Geschäftsfrau und Gattin des Philosophen Moses Mendelssohn
- Johann Jacob Martin Philippi (* 1761; † 1850 in Elberfeld), Gelehrter, Publizist und königlich preußischer Hofrat
- Lorenz Levin Salomon Fürst (* 1763; † 1849), Kaufmann und Kläger für Gleichstellung vor dem Reichskammergericht
- Erhard Adolf Matthiessen (* 1763; † 1831 in Altona) Jurist, Kaufmann und Ratsherr
- Gustav Ludwig Baden (* 1764; † 1840 in Kopenhagen), Historiker und Notar
- Christopher Ernst Friedrich Weyse (* 1774; † 1842 in Kopenhagen), Komponist
- Conrad Hinrich Donner (* 1774; † 1854 in Altona, Grabstätte auf dem Heilig-Geist-Kirchhof), Kaufmann
- Johann Carl Julius Herzbruch (* 1779; † 1866 in Glückstadt), evangelisch-lutherischer Geistlicher; von 1835 bis 1855 Generalsuperintendent für Holstein
- Jean Jacques Turretin (* 1779; † 1858 in Schleswig), Maler und Gehörlosenlehrer
- Joachim Christian Daniel Dreyer (* 1783; † 1875 in Oevelgönne), Reeder und Kohlenimporteur
- Friedrich Georg Wilhelm Struve (* 1793; † 1864 bei St. Petersburg), Astronom
- Ernst Meyer (* 1797; † 1861 in Rom), deutsch-dänischer Maler
- Günther Ludwig Stuhlmann (* 1797; † 1872 in Nizza), Fabrikant und Mäzen
- Siegfried Wilhelm Dehn (* 1799; † 1858 in Berlin), Musiktheoretiker und Kontrapunktlehrer
- Heinrich Witt (* 1799; † 1892 in Lima), Kaufmann, dänischer Generalkonsul in Peru, Tagebuchverfasser
- Oskar Ludwig Bernhard Wolff (* 1799; † 1851 in Jena), Schriftsteller
- Siegfried Dehn (* 1799; † 1858 in Berlin), Musiktheoretiker und Kompositionslehrer
- Karl Ferdinand Theodor Hepp (* 1800; † 1851 in Tübingen), Rechtswissenschaftler und Hochschullehrer

#### 1801 bis 1850
- Otto Friedrich Kruse (* 1801; † 1880 in Altona), Taubstummenlehrer
- Ludolf Wienbarg (* 1802; † 1872 in Schleswig), Schriftsteller des Vormärz
- Friedrich Wilhelm Christian Marburg (* 1803; † 16. Februar 1867 in Hamburg), Kaufmann und Abgeordneter
- Gottfried Semper (* 1803; † 1879 in Rom), Baumeister
- Carl Nebel (* 1805; † 1855), Ingenieur, Architekt und Maler
- Johann Otto Donner (* 1808; † 1873 in Altona), Schiffskommandant und Konteradmiral der Preußischen Marine
- Albert Peter Johann Krüger (* 1810; † 1883 in Hamburg), Schauspieler, Journalist und Schriftsteller
- Ernst Dreyer (* 1816; † 1899 in Herischdorf), Schiffbaumeister und Reeder
- Moritz Abraham Levy (* 1817; † 1872 in Breslau), deutscher Rabbiner, Orientalist und Numismatiker
- Wilhelm Hermann Nopitsch (* 1818; † 1891 in Nienstedten), Kaufmann, Altonaer Senator
- Theodor Stein (* 1819; † 1893), russischer Pianist und Musikpädagoge
- Cornelius Gurlitt (* 1820; † 1901 in Altona), Komponist
- John Böie (* 1822; † 1900 in Altona), Violinist, Komponist und Dirigent
- Otto Kallsen (* 1822; † 1901 in Altona), Lehrer und Schriftsteller
- Wilhelm Kümpel (* 1822; † 1880 in London), Maler
- Johannes Grönland (1824; † 1891 in Dahme/Mark), Botaniker, Gärtner und Mikroskopiker
- Carl Reinecke (* 1824; † 1910 in Leipzig), Komponist
- Heinrich Böie (* 1825; † 1879 in Altona), Violinist, Komponist und Musikalienhändler
- Adolph Dibbern (* 1825; † 1859 in Danzig), Schauspieler und Theaterdirektor
- Johann August Roderich von Stintzing (* 1825; † 1883 in Oberstdorf), Jurist und Rechtshistoriker
- Eugen Krüger (* 1832; † 1876 in Düsternbrook), Lithograph und Maler
- August Sonntag (* 1832; † 1860 in Grönland), Astronom und Polarforscher
- Heinrich Möller (* 1835; † 1929 in Linda), Bildhauer
- Johann Georg Max Schmidt (* 1840; † 1925 in Altona), Jurist und Politiker
- Leonard Berlin-Bieber (* 1841; † 1931 in Hamburg), Fotograf
- Arthur Richard Weber (* 1841; † 1920 in Hamburg), Unternehmer und Kaufmann in Japan
- Heinrich Jürs (* 1844; † 1919 in Hamburg), niederdeutscher Autor
- Emil Warburg (* 1846; † 1931 in Grunau, heute Bayreuth), Physiker
- Elise Prehn (* 1848; † 1918 in Kiel), Blumenmalerin
- Johann Heinrich Kaspar Gerdau (* 1849; † 1917 in Porto Alegre, Brasilien), Unternehmer
- Eugen Meyn (* 1849; † 1926), Jurist, Senatspräsident am Reichsgericht

#### 1851 bis 1875
- Carl Thämer (* 1851; † 1926), Maschinenbauingenieur
- Otto Ludwig Schmidt-Leda (* 1852; † 1907 in München), Diplomat
- Albert Winkler (* 1854; † 1901 in Dockenhuden), Architekt
- Karl Dibbern (* 1855; † 1919 in Berlin), Kapellmeister, Regisseur, Komponist und Librettist
- Raimund Winkler (* 1855; † 1941 in Kolberg), Vizeadmiral der Kaiserlichen Marine
- Karl Holm (* 1856; † 1938), Schriftsteller
- Martha Nopitsch (* 1856; † 1939 in Altona), Malerin
- Alexander Baur (* 1857; † 1909 in Altona), Senator der Stadt Altona
- Peter Jessen (* 1858; † 1926 in Berlin), Kunsthistoriker
- Julius Bruhns (* 1860; † 1927 in Offenbach am Main), Gewerkschafter, Journalist und Politiker (SPD)
- Constantin Brunner, eigentlich Leo Wertheimer (* 1862; † 1937 in Den Haag), Philosoph
- Margarete Tondeur (* 1862; † 1944 in Schäftlarn), Schauspielerin
- Franz Hein (* 1863; † 1927 in Leipzig), Maler und Dichter
- F. C. S. Schiller (* 1864; † 1937 in Los Angeles), Philosoph
- Mathias Claudius (* 1865; † 1931), Schauspieler
- Carl Appel (* 1866; † 1937 in Altona), Maler
- Oskar Fuchs von Diebitsch (* 1866; † 1927 in Berlin-Charlottenburg), Schauspieler
- Carlos Schwabe (* 1866; † 1926 in Avon, Frankreich), deutsch-Schweizer Maler und Grafiker
- Alfred Henke (* 1868; † 1946 in Wannefeld), deutscher Politiker (SPD/USPD), MdR, 1919 Vorsitzender des „Rates der Volksbeauftragten“ in Bremen
- Eduard Ellrich (* 1869; † 1945 in Waren), Politiker (SPD)
- Heinrich von Bünau (* 1873; † 1943), preußischer General der Infanterie
- Moses Levi (* 1873; † 1938 in Hamburg-Altona), deutscher Jurist
- Max Schmidt (* 1874; † 1950 in Asunción), Ethnologe, Hochschullehrer und Südamerikaforscher
- August Trümper (* 1874; † 1956 in Oberhausen), Maler
- Bertha Dörflein-Kahlke (* 1875; † 1964 in Felde bei Kiel), deutsche Malerin
- Otto Kähler (* 1875; † 1955 in Itzehoe), Rechtsanwalt, Notar und Rechtshistoriker

#### 1876 bis 1900
- Wilhelm Heering (* 1876; † 1916 vor Verdun), Oberlehrer, Botaniker und Naturschützer
- Hans Piper (* 1877; † 1915), Physiologe in Berlin
- Otto Schuldt (* 1877; † 1948 in Berlin-Treptow), Politiker (DDP), Mitglied des Reichstags
- Harald Bredow (* 1878; † 1934), Schauspieler und Drehbuchautor
- Rudolf Schäfer (* 1878; † 1961), Kirchenmaler und Illustrator
- August Kirch (* 1879; † 1959 in Hamburg-Altona), SPD-Senator 1918–1933, Bezirksamtsleiter 1945–1954
- John Greve (* 1880; † 1967 in Düsseldorf), Konstrukteur und Unternehmer, Atrawerke AG
- Hinrich Springer (* 1880; † 1949 in Bendestorf), Druckereibesitzer und Verleger
- Fritz Meyer (* 1881; † 1953 in Konstanz), Kaufmann und NSDAP-Politiker
- Heinrich Deiters (* 1882; † 1971 in Hamburg), freier Schriftsteller und Journalist
- Wilhelm Voß (* 1882; † 1952 in Eutin), Blindenpädagoge
- Georg Warnecke (* 1883; † 1962 in Hamburg), Jurist und Entomologe
- Hans Ehrenberg (* 1883; † 1958 in Heidelberg), Theologe
- Wilhelm Heinitz (* 1883; † 1963 in Hamburg), Musikwissenschaftler
- Hans Kleemann (1883; † 1958 in Halle an der Saale), Musikwissenschaftler, Musikkritiker und Komponist
- Franz Waechter (* 1884; † 1952), Bergbauingenieur und Generaldirektor der Saarbergwerke AG
- Gerhard von Breitenbach (* 1886; † 1974 in München), Jurist, Politiker (Zentrum) und Landrat des Kreises Limburg
- Martin Fräncis Glüsing (* 1886; † 1957 in Hamburg), Marine- und Landschaftsmaler
- Louise Schroeder (* 1887; † 1957 in Berlin), MdR, MdB, Bürgermeisterin von Berlin
- Max Brauer (* 1887; † 1973 in Hamburg), Oberbürgermeister von Altona, 1. Bürgermeister von Hamburg
- Hans Friedrich Blunck (* 1888; † 1961 in Hamburg), Schriftsteller, Präsident der Reichsschrifttumskammer
- Henning Brütt (* 1888; † 1979 in Hamburg), Chirurg, Ärztlicher Direktor des Hafenkrankenhauses
- Edith Marcus (1888; † nach 1941), Blumen- und Porträtmalerin, wurde 1941 nach Riga deportiert
- Adolf Jäger (* 1889; † 1944 in Hamburg-Altona), Fußballspieler
- Carl F. W. Borgward (* 1890; † 1963 in Bremen), Automobilfabrikant, Gründer der Borgward-Werke
- Hertha Spielberg (* 1890; † 1977 in Großhansdorf), Malerin
- Richard Spethmann (* 1891; † 1960 in Schwerin), Theaterschauspieler, Regisseur, Theaterleiter und niederdeutscher Schriftsteller
- Claus Wenskus (* 1891; † 1966), Maler
- Wilhelm von Allwörden (* 1892; † 1955 in Hamburg), nationalsozialistischer Politiker und Hamburger Senator
- Heinrich de Buhr (* 1892; † 1952), Politiker, Arbeitsamtsleiter
- Gertrud Schaeffer (* 1892; † 1960 in Hamburg), Malerin und Grafikerin
- Axel Werner Kühl (* 1893; † 1944 in Verden), Pastor an der Jakobikirche (Lübeck)
- Alfred Toepfer (* 1894; † 1993 in Hamburg), Unternehmer und Mäzen
- Paul Merling (* 1895; † 1945 in Berlin), Bildhauer
- Werner Stephan (* 1895; † 1984 in Bad Godesberg), Politiker und Geschäftsführer der Friedrich-Naumann-Stiftung
- John Westphal (* 1895; † 1980), Polizeibeamter, Polizeipräsident in Hannover
- Walter Göttsch (* 1896; † 1918 bei Amiens/F), Jagdpilot im Ersten Weltkrieg
- Siegfried Möller (* 1896; † 1970 in Kiel), Bildhauer, Keramiker und Hochschullehrer
- Ernst Johannsen (* 1898; † 1977 in Hamburg), Schriftsteller
- Hanna Kiel (* 1898; † 1988), Kunsthistorikerin und Erzählerin
- Wilhelm Roloff (* 1900; † 1979 in Kanada), Manager und Widerstandskämpfer

#### 1901 bis 1910
- Edgar Ende (* 1901; † 1965 in Netterndorf bei München), Maler
- Hartwig Fiege (* 1901; † 1997 in Hamburg), Pädagoge, Professor, Historiker und Publizist
- Rudolf Petershagen (* 1901; † 1969 in Greifswald), Offizier, Stadtkommandant von Greifswald
- Ulrich Weiss (* 1901; † 1989 in München), Richter, Präsident des Bundespatentgerichts
- Ernst Witt (* 1901; † 1977 in Hamburg), Maler
- Richard Frankenberg (* 1902; † 1988 in Hamburg), Historiker und Mitarbeiter des Reichssicherheitshauptamtes
- Otto Voss (* 1902; † 1968 in Hamburg), Neurochirurg und Hochschullehrer
- Hans Wolff (* 1902; † 1943 in Staraja Russa), Pädagoge, Schul- und Kulturpolitiker (NSDAP)
- Rudolf Beiswanger (* 1903; † 1984 in Hamburg), Intendant des Ohnsorg-Theaters
- Willy Dehnkamp (* 1903; † 1985 in Bremen), Reichsbanner-Funktionär, Widerstandskämpfer und Bremer Senatspräsident
- Heinrich Gau (* 1903; † 1965), Bürgermeister von Wedel
- Kai Möller (* 1903; † 1983), Schauspieler und Hörspielautor
- Georg Dahm (* 1904; † 1963 in Kiel), Straf- und Völkerrechtler
- Oskar Kehr-Steiner (* 1904; † 1990 in Eutin), Maler und Grafiker
- Walter Stein  (* 1904; † 1993 in Bremen), Astronom und Navigationslehrer
- Charly Kracker (* 1905; † 1944 in Berlin), Schauspieler
- Rudolf Mahler (* 1905; † 1995 in Schenefeld bei Hamburg), Grafiker und Maler
- Heinrich Christian Meier (* 1905; † 1987 in Hamburg), Schriftsteller, Künstler und Astrologe
- Wolfgang Schott (* 1905; † 1989), Geologe und Ozeanograf
- Oskar Speck (* 1907; † 1993 in New South Wales), Abenteurer
- Lola Rogge (* 1908; † 1990 in Hamburg), Tänzerin, Choreografin und Pädagogin
- Anita Felguth (* 1909; † 2003 in Berlin), Tischtennis-Nationalspielerin
- Wera Liessem (* 1909; † 1991), Schauspielerin und Dramaturgin
- Karl Michel (* 1909; † 1980 in Meerbusch), Jurist, Autor und Offizier
- Heinrich Middendorf (* 1909; † 1982 in Bad Wörishofen), Bibliothekar
- Alfred Petersen (* 1909; † 2004 in Schleswig), evangelischer Theologe
- Walter Schaefer (* 1909; † 1980 in Einbeck), Verwaltungsjurist
- Lotte Brand Philip (* 1910; † 1986 in New York City), deutsch-US-amerikanische Kunsthistorikerin, Hochschullehrerin
- Karin Hardt (* 1910; † 1992 in Berlin), Schauspielerin
- Oswald Hauser (* 1910; † 1987 in Kiel), Historiker
- Helga Mucke-Wittbrodt, geborene Nydahl (* 1910; † 1999 in Berlin), Ärztin, Leiterin des DDR-Regierungskrankenhauses

#### Ab 1911
- Hans Hermann Steffens (* 1911; † 2004 in Gordes/F), Maler und Grafiker
- Robert Eildermann (* 1912; † 1984 in Hamburg), Autor
- Adolf Ruppelt (* 1912; † 1988 in Hamburg), lutherischer Geistlicher
- Axel Springer (* 1912; † 1985 in Berlin), Verleger
- Hans Wentzel (* 1913; † 1975 in Stuttgart), Kunsthistoriker
- Margret Bechler (* 1914; † 2002 in Wedel), Offiziersfrau und Lehrerin
- O. A. Buck (* 1914; † 1989 in Berlin), Schauspieler
- W. Ernest Freud, ursprünglich Ernst Wolfgang Halberstadt (* 1914; † 2008), Psychoanalytiker
- Hans Röhwer (* 1915; † 1995), SS-Offizier
- Heinz-Joachim Heydorn (* 1916; † 1974 in Frankfurt am Main), Pädagoge
- Heinz Lanker (* 1916; † 1978 in Hamburg), Schauspieler am Ohnsorg-Theater
- Werner Lange (* 1917; † 1979 in Uetersen), Müller und Unternehmer, Ehrenbürger der Stadt Uetersen
- Heinz Spundflasche (* 1919; † 1972 in Hamburg-Altona), Fußballspieler
- Karlheinz Bargholz (* 1920; † 2015 in Hamburg), Architekt
- Jürgen Marlow (* 1922; † 2001), Architekt
- Katharina Mayberg (* 1923; † 2007 in Hamburg-Othmarschen), Schauspielerin
- Anneliese Sprengler-Ruppenthal (* 1923; † 2016 in Hamburg), Kirchenhistorikerin, Hochschullehrerin
- Benno Kaminski (* 1924; † 1990 in Hamburg), Aufnahmeleiter, Filmproduktionsleiter und Filmproduzent
- Ruth Stephan (* 1925; † 1975 in Berlin), Film- und Bühnenschauspielerin
- Jürgen Oldenburg (* 1926; † 1991), Politiker (SPD)
- Klaus Wenk (* 1927; † 2006), Thaist
- Alfred Schulz (* 1928; † 2011), Politiker (SPD)
- Günter Lüdke (* 1930; † 2011 in Hamburg), Schauspieler
- Gerd Heidemann (* 1931; †  2024 in Hamburg), Reporter der Zeitschrift Stern (Veröffentlichung der „Hitler-Tagebücher“)
- Werner Erb (* 1932; † 2017), Fußballspieler
- Horst Gronemeyer (* 1933; † 2024), Bibliothekar und Historiker
- Uwe Friedrichsen (* 1934; † 2016 in Hamburg), Schauspieler, Hörbuch- und Synchronsprecher
- Johann Michael Schmidt (* 1934), evangelischer Theologe, Hochschullehrer
- Gisela Werler (* 1934; † 2003 in Hamburg), gilt als erste Bankräuberin Deutschlands
- Wilfried de Decker (* 1935; † 2010 in Kiel), Ophthalmologe (Strabologe) und Hochschullehrer
- Jens Lausen (* 1937; † 2017 in Hamburg-Bergedorf), deutscher Maler und Grafiker der „Neuen Landschaft“
- Wilfried Hartmann (* 1941), Erziehungswissenschaftler
- Eddy C. Bertin (* 1944; † 2018), belgischer Autor von Horror-, Science-Fiction- und Jugendliteratur
- Fatih Akin (* 1973), Filmregisseur
- Adam Bousdoukos (* 1974), Schauspieler
- Christian Rahn (* 1979), Fußballspieler
- Eric Maxim Choupo-Moting (* 1989), Fußballspieler
- Maximilian Stemmler, bekannt als Trymacs (* 1994), deutscher Webvideoproduzent
- Leon Rohde (* 1995), Bahnradsportler

### Weitere Persönlichkeiten
Weitere Persönlichkeiten, die zwar nicht in Altona geboren, aber nachhaltig in der Stadt wirkten und dort beerdigt wurden:
- Eustasius Friedrich Schütze (1688–1758), evangelischer Theologe (gestorben in Altona)
- Georg Christian Maternus de Cilano (1696–1773), geboren in Pressburg; Stadtphysikus, Professor, Justizrat und Bibliothekar in Altona (gestorben in Altona, Grabstätte unbekannt)
- Johann Peter Kohl (1698–1778), geboren in Kiel, Theologe und Universalgelehrter (gestorben in Altona, Grabstätte unbekannt)
- Abraham Gugenheim (1700–1766), geboren in Wien; Schwiegervater von Moses Mendelssohn, Gemeinderabbiner und Kaufmann in Altona (zerstörte Grabstätte auf dem jüdischen Friedhof an der Königstraße)
- Johann Michael Ladensack (* 1724 in Merseburg; † 10. August 1790 in Altona), Spiritualist
- Friedrich Gottlieb Klopstock (1724–1803), Dichter (Grabstätte auf dem Christianskirchhof in Ottensen)
- Friedrich Konrad Lange (1738–1791), Rektor des Christianeums und Propst
- Heinrich Wilhelm Lawätz (1748–1825), Dramatiker, Lyriker, Syndikus des Klosters Uetersen und Justizrat (gestorben in Altona)
- Conrad Daniel Graf von Blücher-Altona (1764–1845), Oberpräsident (Grabstätte auf dem Friedhof Norderreihe)
- Heinrich Christian Schumacher (1780–1850), Astronom und Geodät (Grabstätte auf dem Heilig-Geist-Kirchhof in Altona-Altstadt)
- Salomon Ludwig Steinheim (1789–1866), Arzt, Religionsphilosoph und Gelehrter (zerstörte Grabstätte auf dem jüdischen Friedhof an der Königstraße)
- Hans Peter Detlef Reichenbach (1795–1885), Praktischer Arzt in Altona, Naturforscher und Autor
- Caspar Arnold Engel (1798–1863), Politiker und Abgeordneter für Altona in der Frankfurter Nationalversammlung (gestorben in Altona)
- Carl Nicolaus Kähler (1804–1871), Pädagoge, evangelisch-lutherischer Pastor (zuletzt a. St. Trinitatis), Theologe und Heimatforscher (gestorben in Altona)
- Matthäus Friedrich Chemnitz (1815–1870), Jurist und Dichter (Grabstätte auf dem Friedhof Norderreihe)
- Helene Donner (1819–1909), stiftete das Helenenstift, starb in Neumühlen
- Sophie Wörishöffer (1838–1890), Schriftstellerin und Jugendbuchautorin, genannt „Karl May von Altona“ (gestorben in Altona)
- Gregor Clemens Kähler (1841–1912), evangelisch-lutherischer Pastor (1873–1912 a. d. Christianskirche), Theologe und Kirchenhistoriker (gestorben in Altona)
- Charlotte Niese (1854–1935), Dichterin (Grabstätte auf dem Friedhof Bernadottestraße in Ottensen)
- Felix Woyrsch (1860–1944), Komponist und städtischer Musikdirektor (Grabstätte auf dem Friedhof Bernadottestraße in Ottensen)
- Hans Meyer, Architekt der Altonaer Seefahrtschule an der Rainvilleterrasse. Der Hausarchitekt des Altonaer Spar- und Bauvereins war neben Gustav Markmann an der Wohnanlage Woyrschweg (1905–1912) beteiligt gewesen und hatte anschließend die Wohnanlagen Stresemannstraße, Schützenstraße, Leverkusenstraße und Leverkusenstieg (1913–1928) sowie Bahrenfelder Chaussee, Bornkampsweg (1928–1931) geplant.
- Herbert Tobias (1924–1982), Fotograf (Grabstätte auf dem Hauptfriedhof Altona, Ehrengrab)
- Peter Rühmkorf (1929–2008), Schriftsteller, lebte in Ottensen, später in Övelgönne (Grabstätte auf dem Altonaer Hauptfriedhof)